# Specie di Polygala
Elenco delle specie di Polygala:

## A

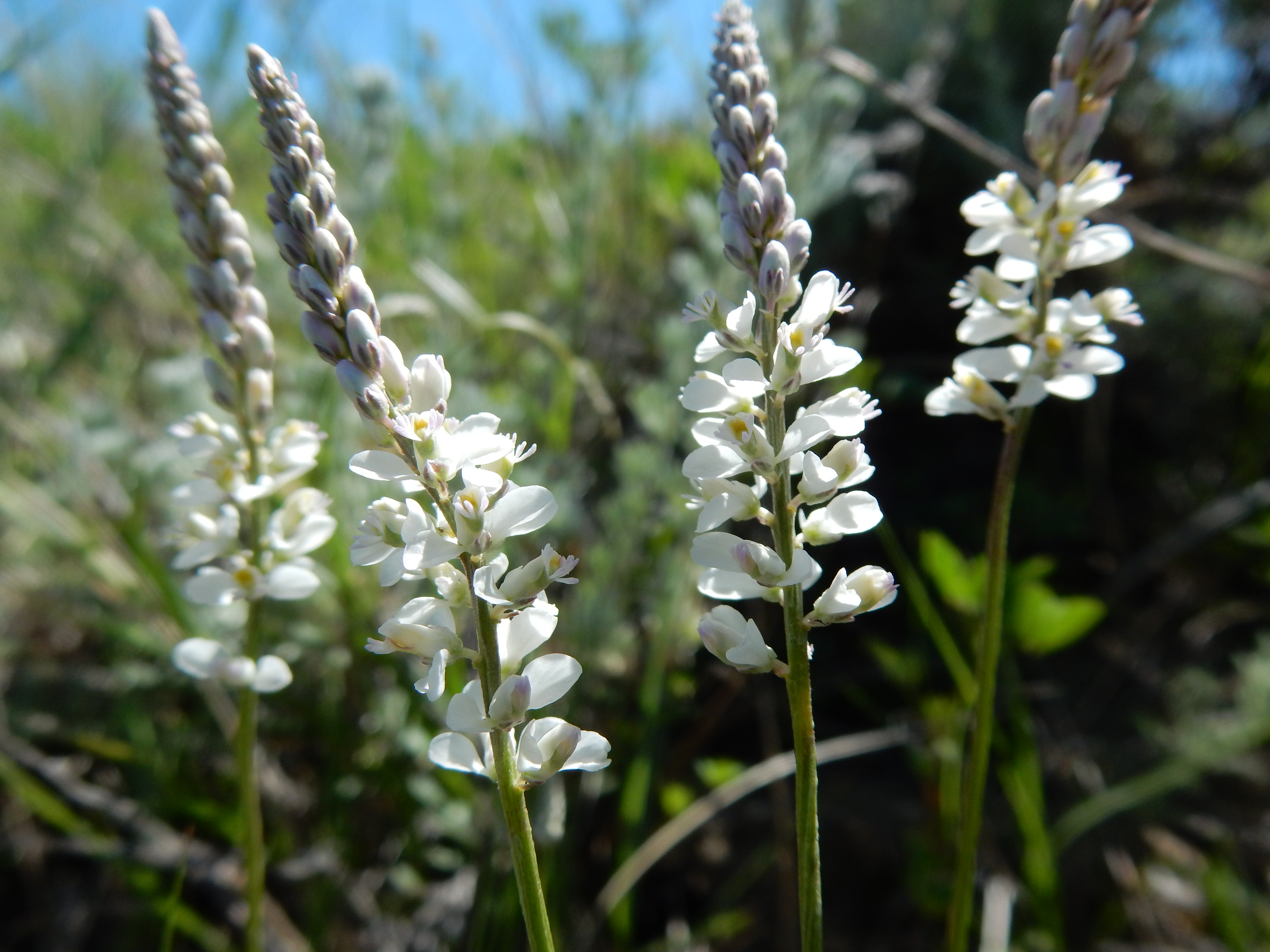
Polygala alba

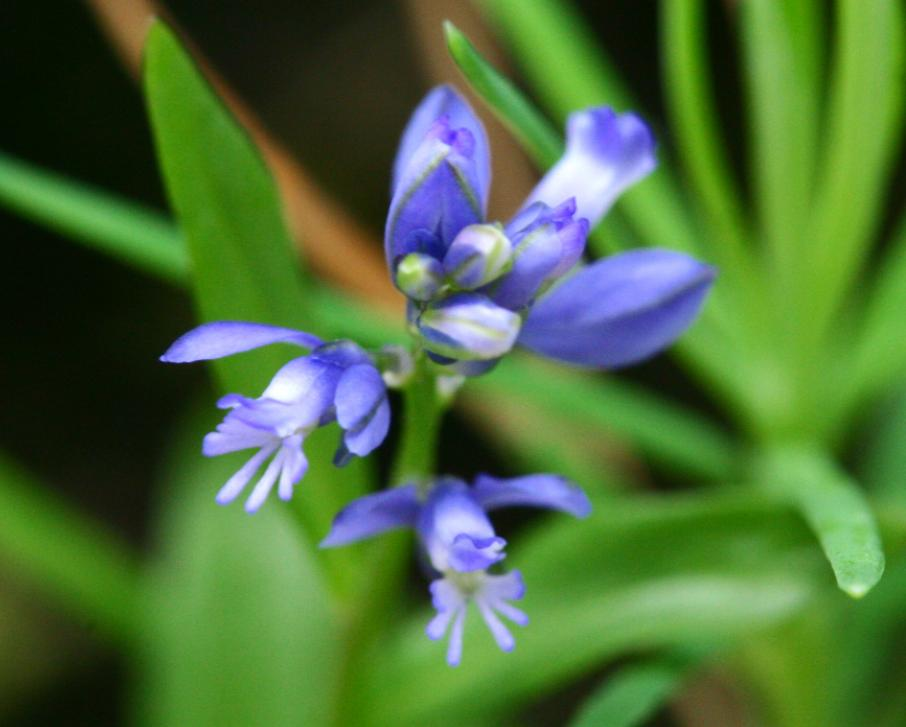
Polygala alpestris

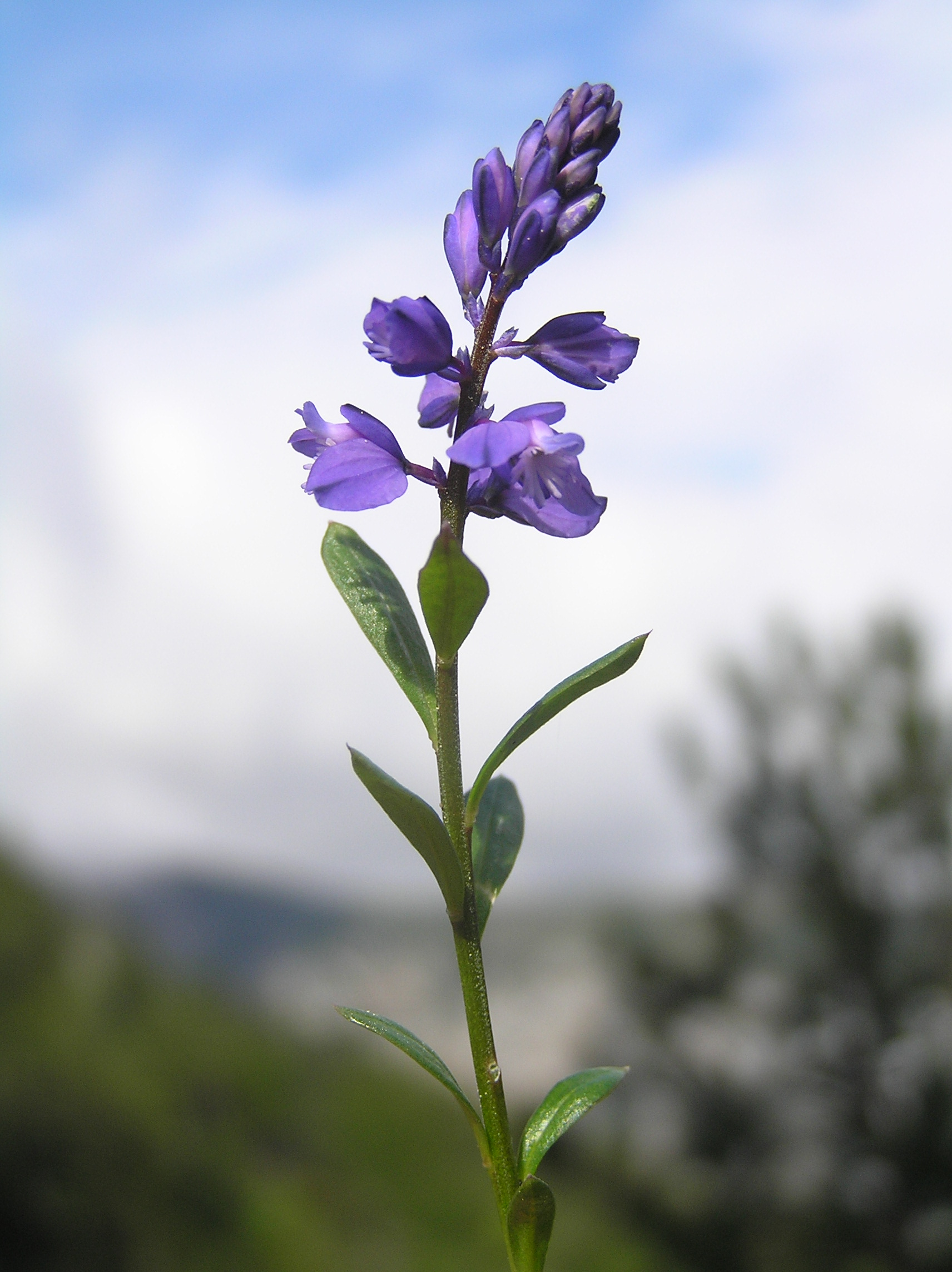
Polygala amara

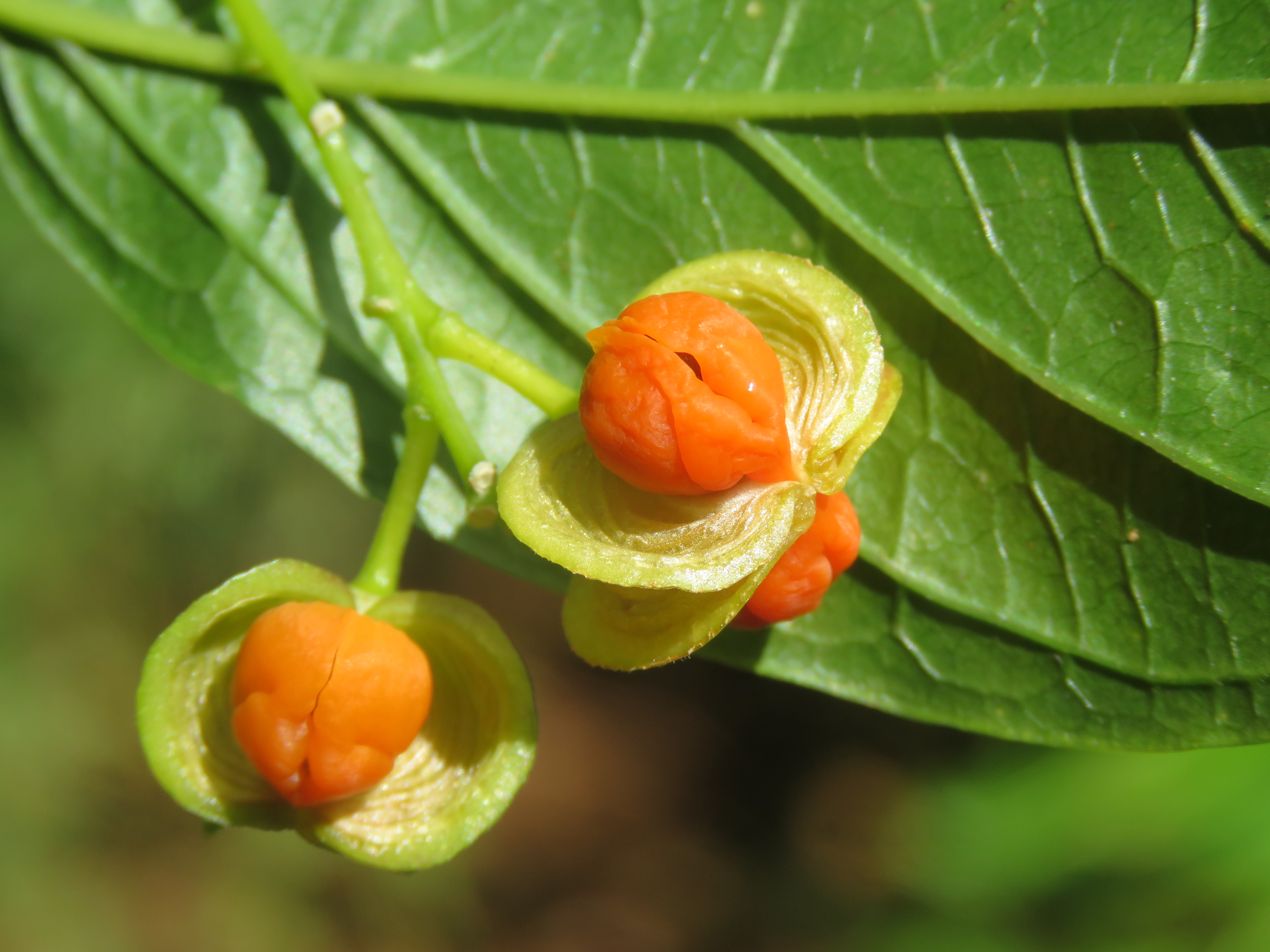
Polygala arillata

- Polygala abreui Marques & J.F.B.Pastore
- Polygala abyssinica R.Br. ex Fresen.
- Polygala acarnanica (Chodat) Kožuharov & A.V.Petrov
- Polygala acicularis Oliv.
- Polygala adamsonii Exell
- Polygala adenophora DC.
- Polygala adenophylla A.St.-Hil. & Moq.
- Polygala affinis DC.
- Polygala afra Paiva
- Polygala africana Chodat
- Polygala alba Nutt.
- Polygala albida Schinz
- Polygala albowii Kem.-Nath.
- Polygala alpestris Rchb.
- Polygala alpicola Rupr.
- Polygala alpina (DC.) Steud.
- Polygala altomontana Lüdtke, Boldrini & Miotto
- Polygala amara L.
- Polygala amarella Crantz
- Polygala amatymbica Eckl. & Zeyh.
- Polygala amboniensis Gürke
- Polygala amphothrix S.F.Blake
- Polygala anatolica Boiss. & Heldr.
- Polygala andensis Chodat
- Polygala anderssonii B.L.Rob.
- Polygala andringitrensis Paiva
- Polygala angolensis Chodat
- Polygala ankaratrensis H.Perrier
- Polygala annectens S.F.Blake
- Polygala antunesii Gürke
- Polygala aparinoides Hook. & Arn.
- Polygala aphylla A.W.Benn.
- Polygala apiculata Huter, Porta & Rigo
- Polygala apodanthera S.F.Blake
- Polygala apparicioi Brade
- Polygala appendiculata Vell.
- Polygala appressa Benth.
- Polygala appressipilis S.F.Blake
- Polygala arcuata Hayata
- Polygala arenaria Willd.
- Polygala arenicola Gürke
- Polygala argentea Thulin
- Polygala argentinensis Chodat
- Polygala arillata Buch.-Ham. ex D.Don
- Polygala arvensis Willd.
- Polygala arvicola Bojer
- Polygala asbestina Burch.
- Polygala aschersoniana Chodat
- Polygala aspalatha L.
- Polygala asperuloides Kunth
- Polygala atacorensis Jacq.-Fél.
- Polygala atropurpurea A.St.-Hil. & Moq.
- Polygala australis A.W.Benn.
- Polygala azizsancarii Dönmez

## B
- Polygala baetica Willk.
- Polygala baikiei Chodat
- Polygala bakeriana Chodat
- Polygala balduinii Nutt.
- Polygala barbata R.A.Kerrigan
- Polygala barbellata S.K.Chen
- Polygala bariensis Thulin
- Polygala barklyensis R.A.Kerrigan
- Polygala baumii Gürke

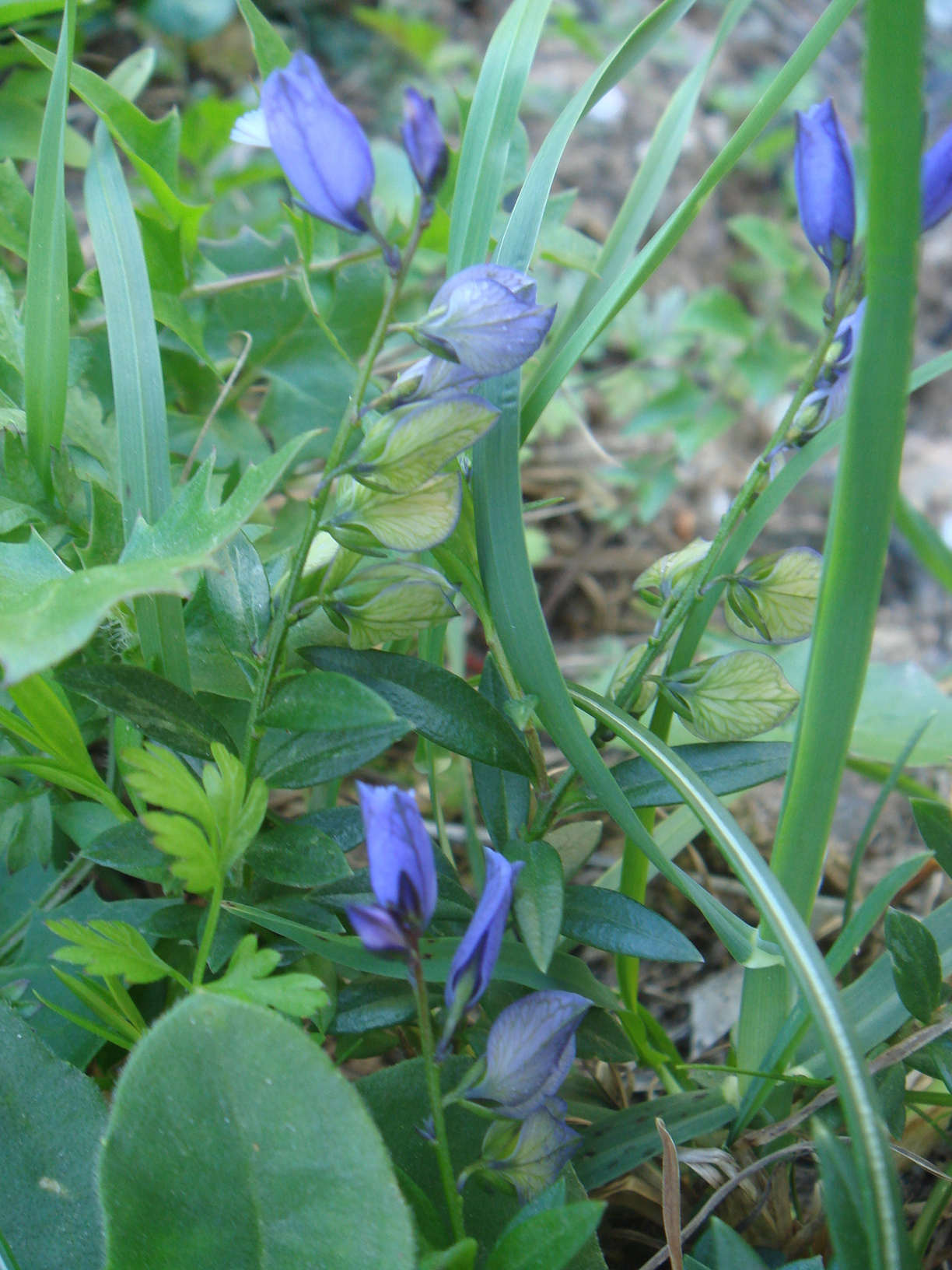
Polygala baetica

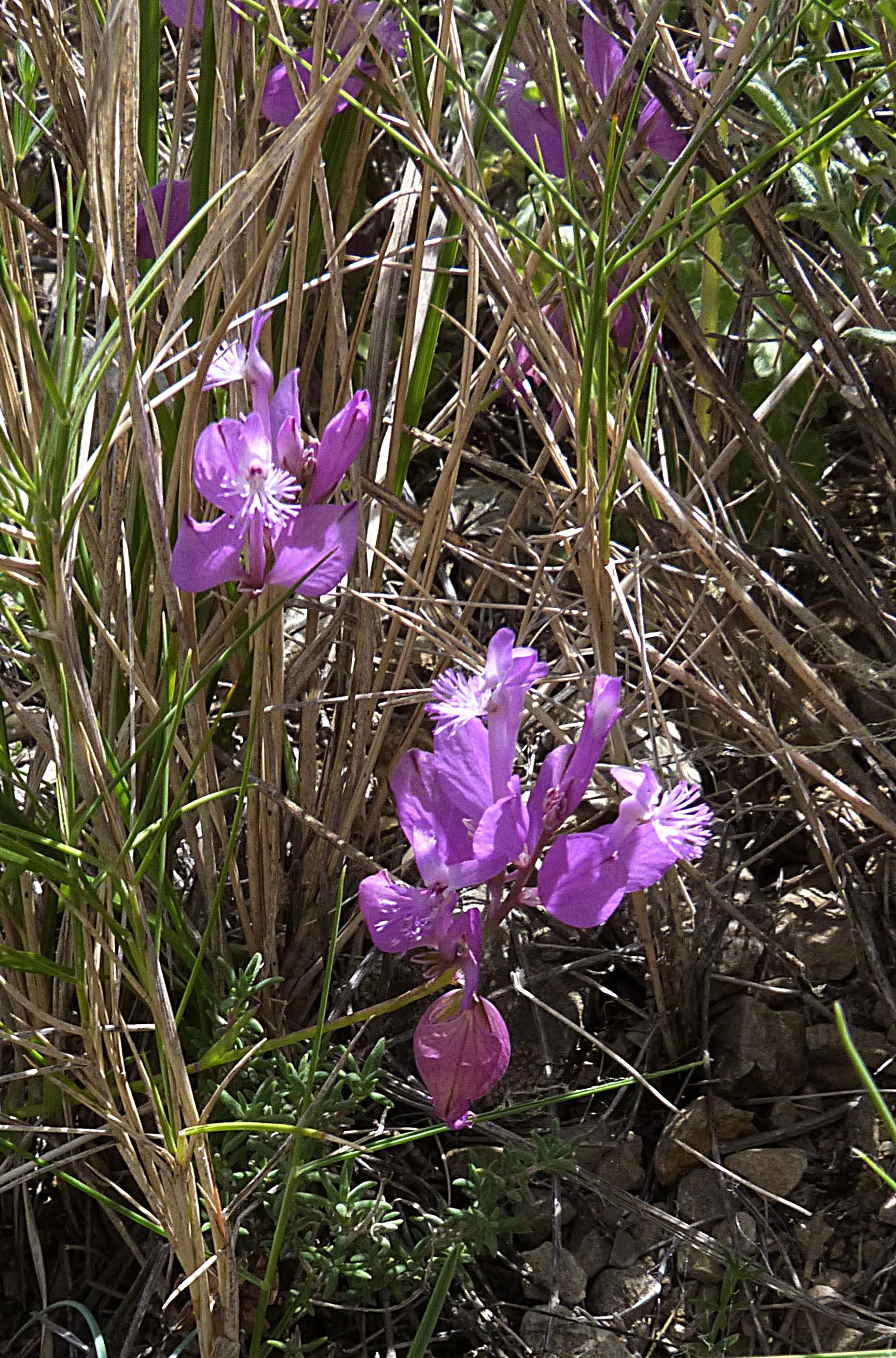
Polygala boissieri

- Polygala bawanglingensis F.W.Xing & Z.X.Li
- Polygala berlandieri S.Watson
- Polygala bevilacquae Marques
- Polygala bifoliata R.A.Kerrigan
- Polygala biformipilis S.F.Blake
- Polygala birmanica Chodat
- Polygala blakeana Steyerm.
- Polygala bocainensis Brade
- Polygala boissieri Coss.
- Polygala bolbothrix Dunn
- Polygala boliviensis A.W.Benn.
- Polygala bomiensis S.K.Chen & J.Parn.
- Polygala bonariensis Grondona
- Polygala bowkerae Harv.
- Polygala boykinii Nutt.
- Polygala brachyanthema S.F.Blake
- Polygala brachyphylla Chodat
- Polygala brachyptera Griseb.
- Polygala brachysepala S.F.Blake
- Polygala brachytropis S.F.Blake
- Polygala bracteata A.W.Benn.
- Polygala bracteolata L.
- Polygala brandegeeana Chodat
- Polygala brasiliensis L.
- Polygala brevialata Chodat
- Polygala brevifolia Nutt.
- Polygala bringelii J.F.B.Pastore & Antar
- Polygala britteniana Chodat
- Polygala bryoides A.St.-Hil. & Moq.
- Polygala butyracea Heckel
- Polygala buxiformis Hassk.

## C
- Polygala caerulescens S.F.Blake
- Polygala calcarea F.W.Schultz
- Polygala callispora Chodat
- Polygala campestris Gardner

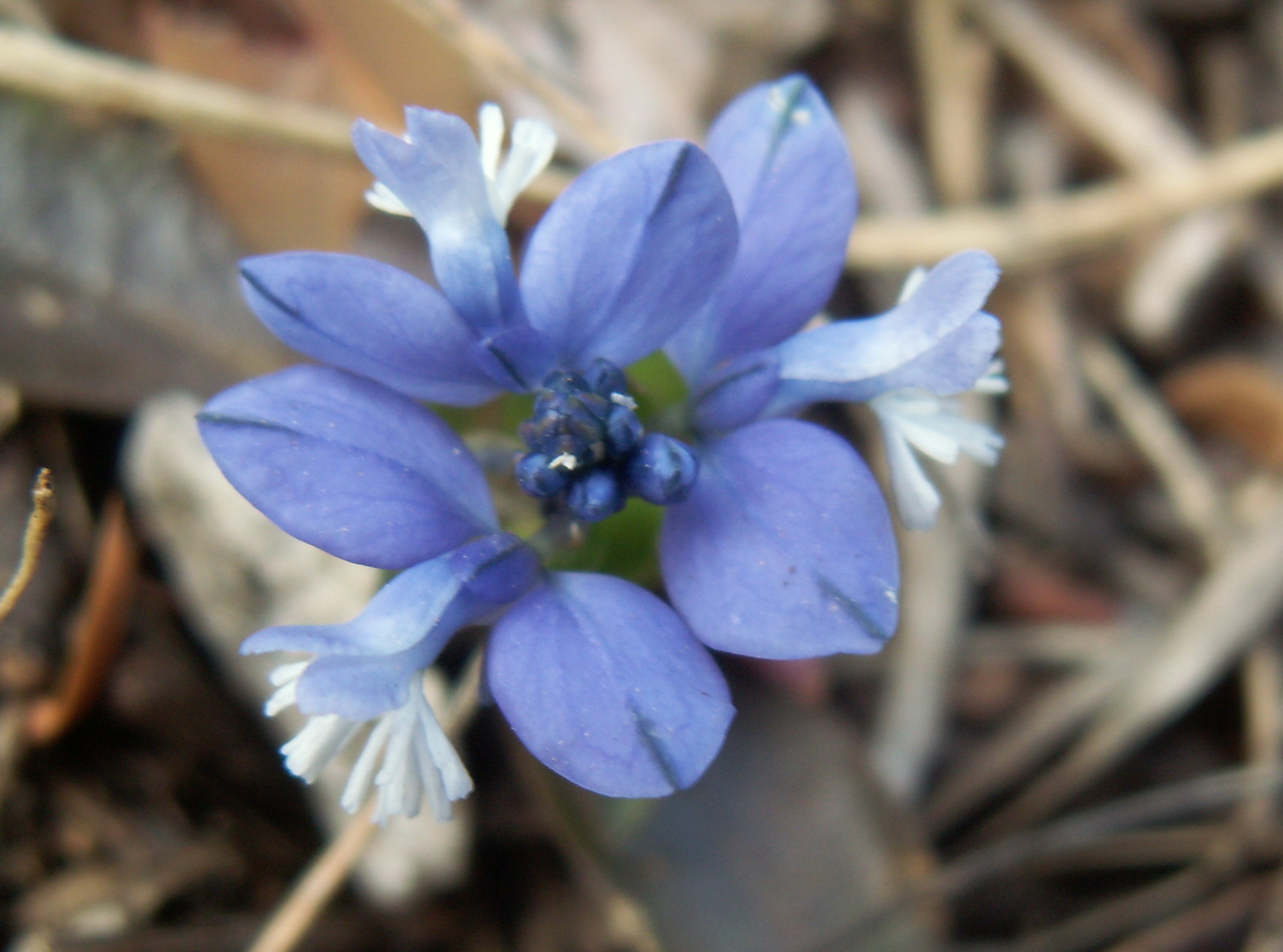
Polygala calcarea

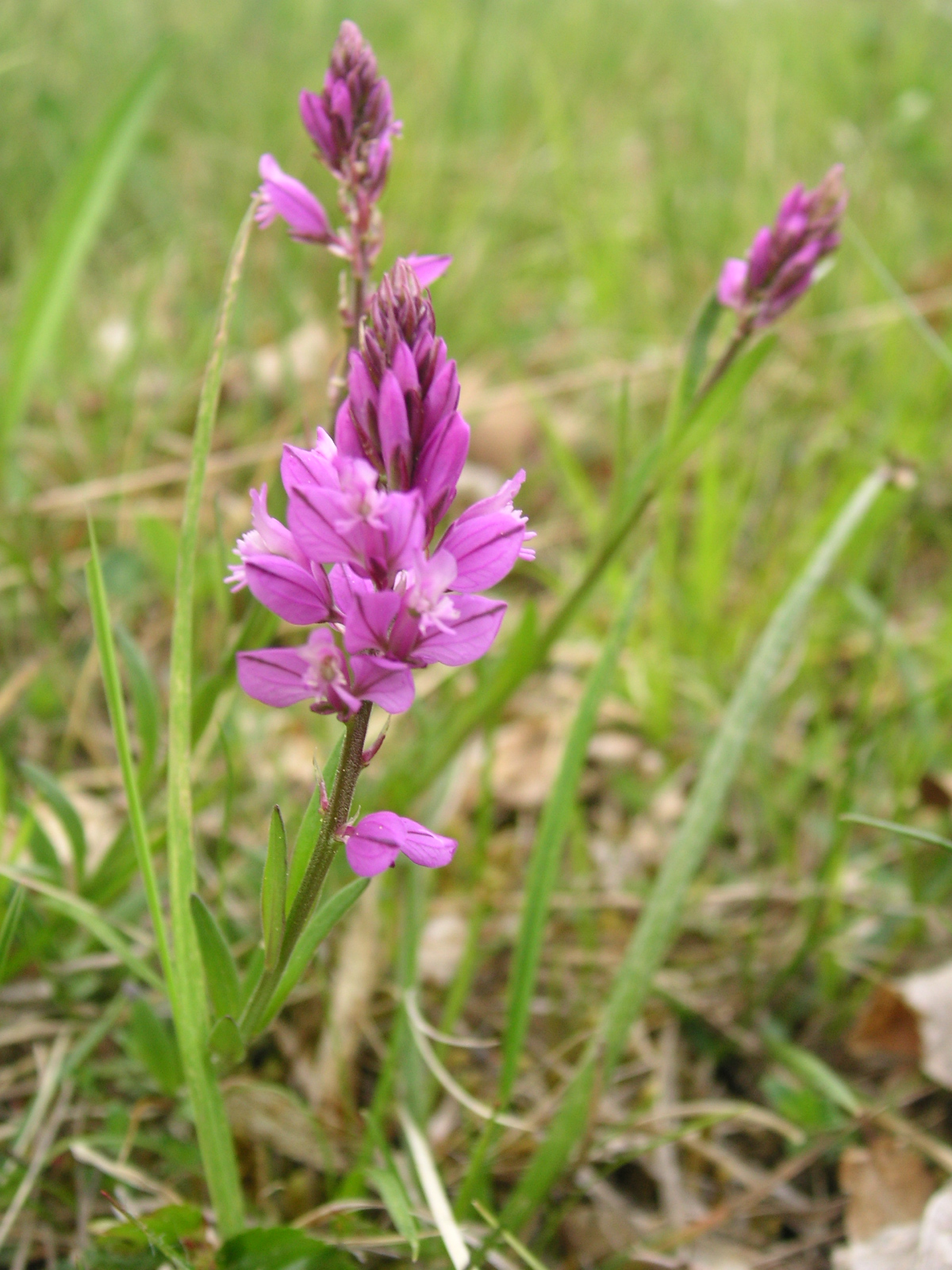
Polygala comosa

- Polygala canaliculata R.A.Kerrigan
- Polygala capillaris E.Mey. ex Harv.
- Polygala cardiocarpa Kurz
- Polygala carnosa Mukerjee
- Polygala carnosicaulis W.H.Chen & Y.M.Shui
- Polygala carphoides Chodat
- Polygala carueliana (Burnat ex A.W.Benn.) Caruel
- Polygala caucasica Rupr.
- Polygala caudata Rehder & E.H.Wilson
- Polygala ceciliana Marques & J.F.B.Pastore
- Polygala celosioides Mart. ex A.W.Benn.
- Polygala chamaecyparis Chodat
- Polygala chapadensis Chodat ex Grondona
- Polygala chapmanii Torr. & A.Gray
- Polygala chiapensis S.F.Blake
- Polygala chinensis L.
- Polygala cisandina Chodat
- Polygala citrina Thulin
- Polygala claessensii Chodat
- Polygala clavistyla R.A.Kerrigan
- Polygala cneorum A.St.-Hil. & Moq.
- Polygala comosa Schkuhr
- Polygala compacta Rose
- Polygala compressa H.Perrier
- Polygala conferta A.W.Benn.
- Polygala conosperma Bojer
- Polygala conzattii Rose
- Polygala coralliformis R.A.Kerrigan
- Polygala coriacea A.St.-Hil. & Moq.
- Polygala corifolia Triana & Planch.
- Polygala corralitae Tombesi & R.Kiesling
- Polygala crassitesta R.A.Kerrigan
- Polygala crenata C.W.James
- Polygala cretacea Kotov
- Polygala crinita Chodat
- Polygala crista-galli Chodat
- Polygala cristata P.Taylor
- Polygala crotalarioides Buch.-Ham. ex DC.
- Polygala crucianelloides DC.
- Polygala cruciata L.
- Polygala curtissii A.Gray
- Polygala cuspidata DC.
- Polygala cuspidulata S.F.Blake
- Polygala cymosa Walter
- Polygala cyparissias A.St.-Hil. & Moq.

## D
- Polygala dasanensis Thulin
- Polygala dasyphylla Levyns
- Polygala decidua S.F.Blake
- Polygala declinata (Harv.) Paiva
- Polygala deflorata Chodat
- Polygala densifolia A.St.-Hil. & Moq.
- Polygala densiracemosa Lüdtke & Miotto
- Polygala dependens R.A.Kerrigan
- Polygala desiderata Speg.
- Polygala dewevrei Exell
- Polygala dhofarica Baker
- Polygala didyma C.Y.Wu
- Polygala difficilis R.A.Kerrigan
- Polygala dimorphotricha R.A.Kerrigan
- Polygala dispar Ghaz.
- Polygala distans A.St.-Hil. & Moq.
- Polygala doerfleri Hayek
- Polygala dolichocarpa S.F.Blake
- Polygala duarteana A.St.-Hil. & Moq.
- Polygala dunniana H.Lév.

## E
- Polygala edmundii Chodat
- Polygala effusa Paiva & Thulin
- Polygala ehlersii Gürke
- Polygala elegans Royle
- Polygala eminensis Baker
- Polygala engleri Chodat
- Polygala engleriana Buscal. & Muschl.
- Polygala ephedroides Burch.
- Polygala equisetoides A.St.-Hil. & Moq.
- Polygala ericifolia DC.
- Polygala eriocephala F.Muell. ex Benth.
- Polygala erioptera DC.
- Polygala erlangeri Gürke ex Chodat
- Polygala erubescens E.Mey. ex Chodat
- Polygala evolvulacea Barneby
- Polygala exelliana Troupin
- Polygala exilis DC.
- Polygala exserta S.F.Blake
- Polygala exsquarrosa Adema

## F
- Polygala fallax Hemsl.
- Polygala fendleri Chodat
- Polygala fernandesiana Paiva
- Polygala filicaulis Baill.
- Polygala flavescens DC.

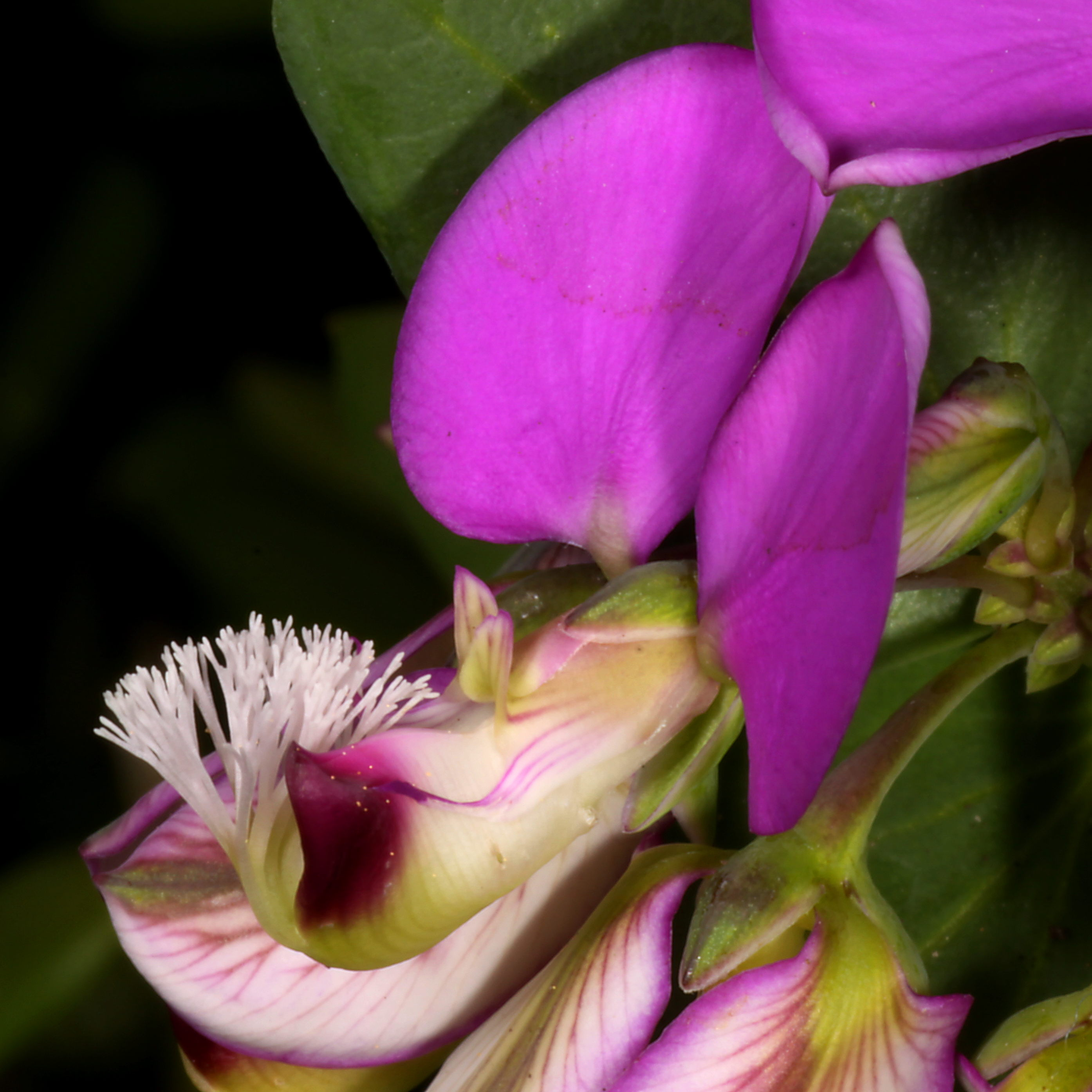
Polygala fruticosa

- Polygala fontellana Marques & A.C.A.Aguiar
- Polygala forojulensis A.Kern.
- Polygala fragilis Paiva
- Polygala franchetii Chodat
- Polygala francisci Exell
- Polygala fruticosa Berg.
- Polygala furcata Royle

## G
- Polygala gabrielae Domin
- Polygala galapageia Hook.f.

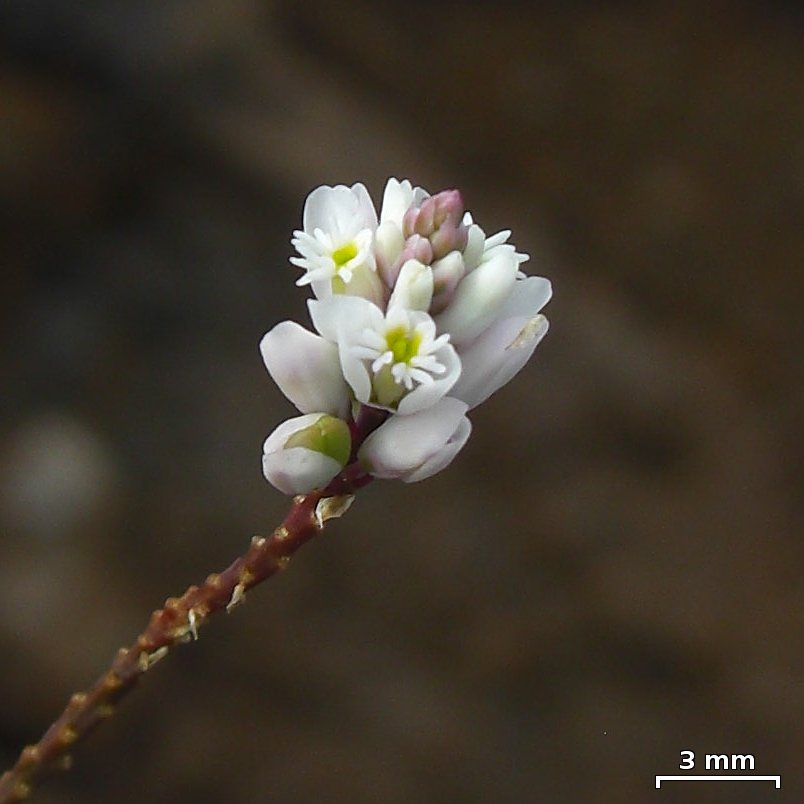
Polygala galapageia

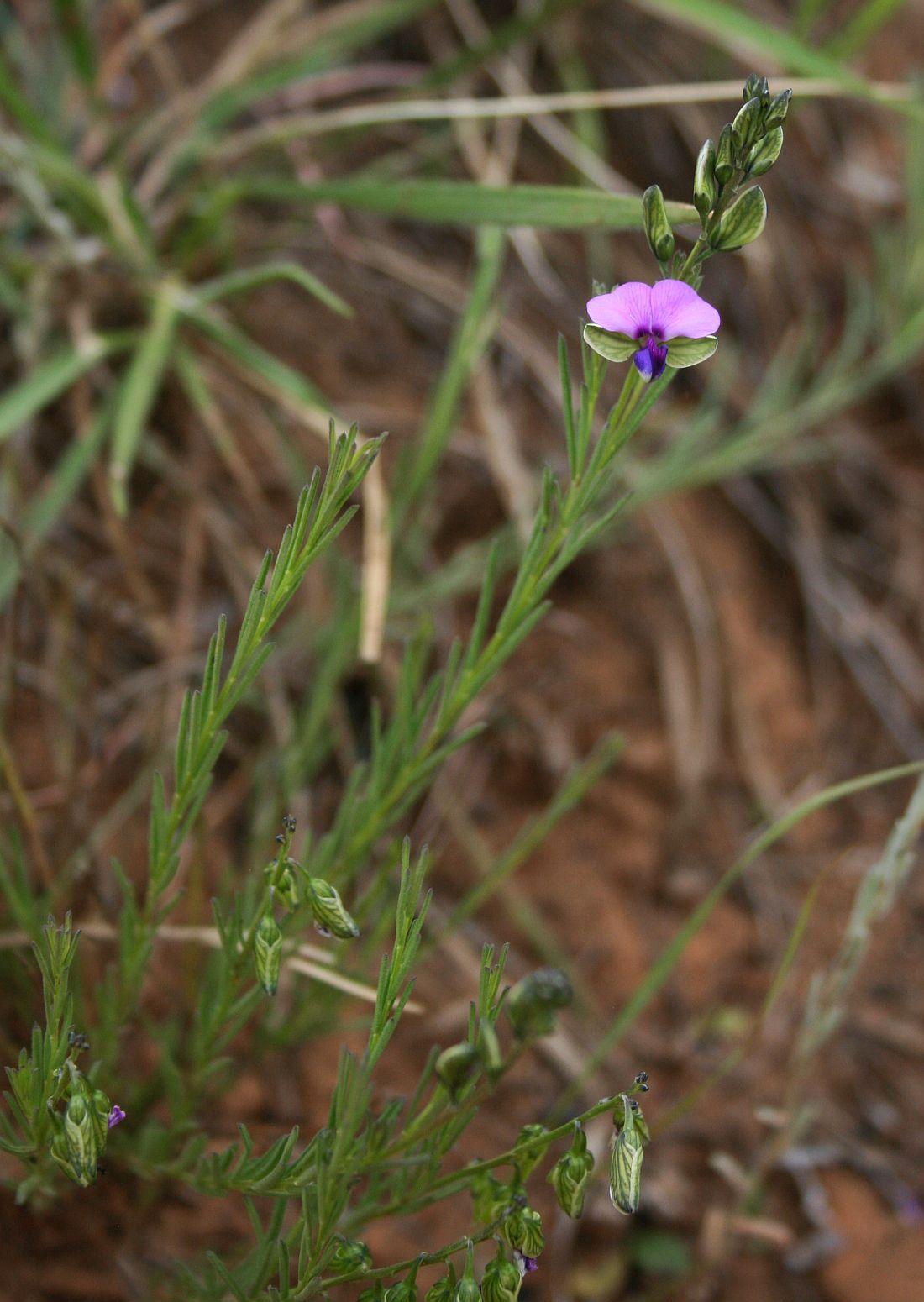
Polygala gracilenta

- Polygala galeocephala R.A.Kerrigan
- Polygala galeottii Chodat,
- Polygala galioides Poir.
- Polygala ganguelensis Exell & Mendonça
- Polygala garcini DC.
- Polygala gawenensis Thulin
- Polygala gayi A.W.Benn.
- Polygala gazensis Baker f.
- Polygala geniculata R.A.Kerrigan
- Polygala gerrardii Chodat
- Polygala gilletii Paiva
- Polygala glaucifolia R.A.Kerrigan
- Polygala glaucoides L.
- Polygala glaziowii Chodat
- Polygala globulifera Dunn
- Polygala glochidiata Kunth
- Polygala gnidioides Willd.
- Polygala goetzei Gürke
- Polygala gomesiana Welw. ex Oliv.
- Polygala gondarensis Chiov.
- Polygala gossweileri Exell & Mendonça
- Polygala goudahensis Paiva
- Polygala gracilenta Burtt Davy
- Polygala gracilipes Harv.
- Polygala gracillima S.Watson
- Polygala grandidieri Baill.
- Polygala grazielae Marques
- Polygala greveana Baill.
- Polygala grossheimii Kem.-Nath.
- Polygala guaranitica Chodat
- Polygala guerichiana Engl.
- Polygala guilanica Sarvi & Faghir
- Polygala guineensis Willd.
- Polygala guneri Yıld.
- Polygala gymnoclada MacOwan
- Polygala gypsophila Thulin

## H

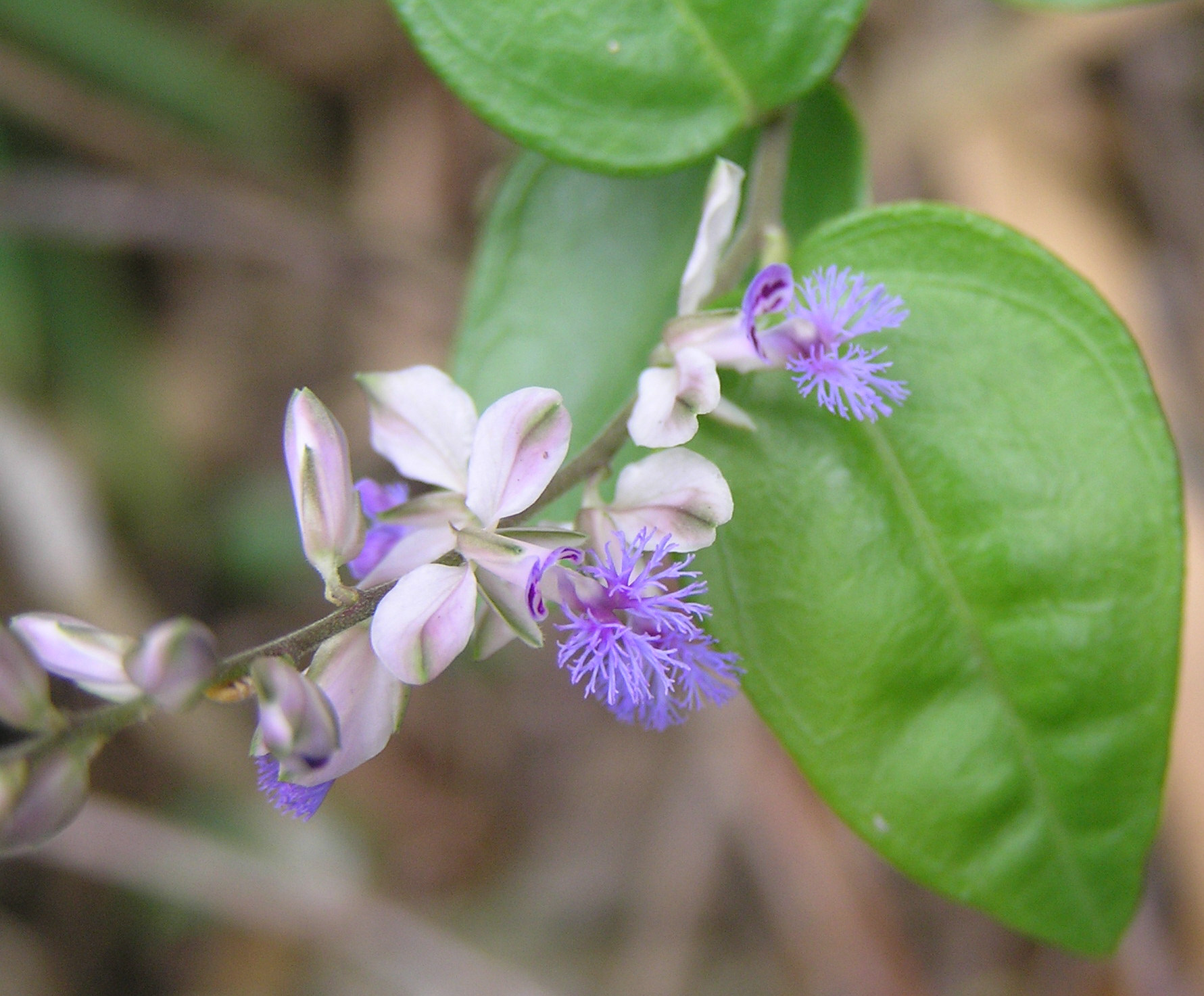
Polygala hongkongensis

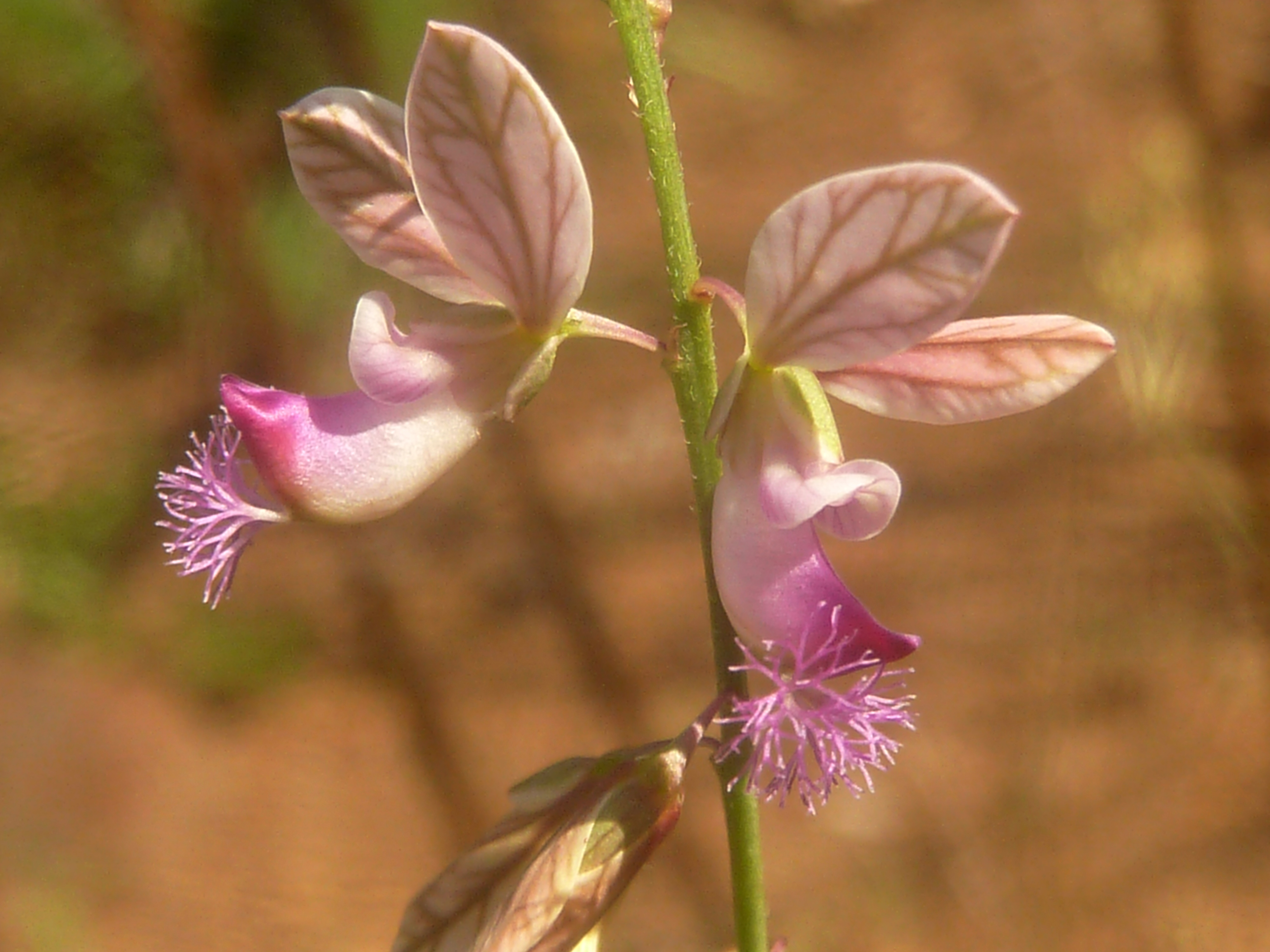
Polygala hottentotta

- Polygala hainanensis Chun & F.C.How
- Polygala hamarensis Thulin & Raimondo
- Polygala harleyi Marques
- Polygala hecatantha Urb.
- Polygala helenae Greuter
- Polygala hemipterocarpa A.Gray
- Polygala herbiola A.St.-Hil. & Moq.
- Polygala heterantha H.Perrier
- Polygala hickeniana Grondona
- Polygala hieronymi Chodat
- Polygala hildebrandtii Baill.
- Polygala hintonii S.F.Blake
- Polygala hirsutula Arn.
- Polygala hispida Burch. ex DC.
- Polygala hohenackeriana Fisch. & C.A.Mey.
- Polygala homblei Exell
- Polygala hongkongensis Hemsl.
- Polygala hookeri Torr. & A.Gray
- Polygala hottentotta C.Presl
- Polygala houtboshiana Chodat
- Polygala huillensis Welw. ex Oliv.
- Polygala humbertii H.Perrier
- Polygala humifusa Paiva
- Polygala hygrophila Kunth

## I
- Polygala illepida E.Mey. ex Harv.
- Polygala × ilseana Graebn.
- Polygala inaequiloba Turcz.
- Polygala incarnata L.

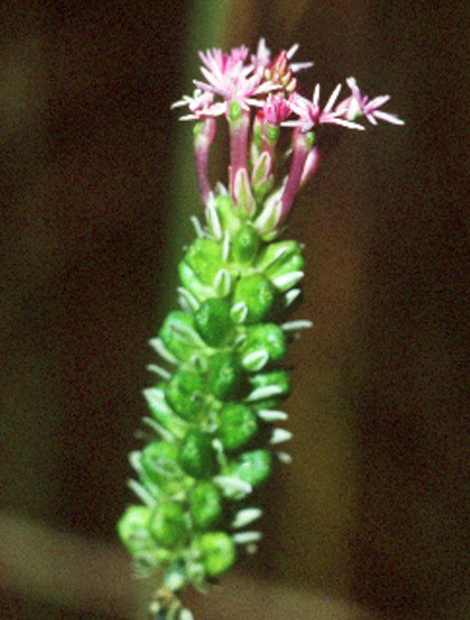
Polygala incarnata

- Polygala inexpectata Peşmen & Erik
- Polygala integra R.A.Kerrigan
- Polygala irregularis Boiss.
- Polygala irwinii Wurdack
- Polygala isaloensis H.Perrier
- Polygala isingii Pedley
- Polygala isocarpa Chodat

## J

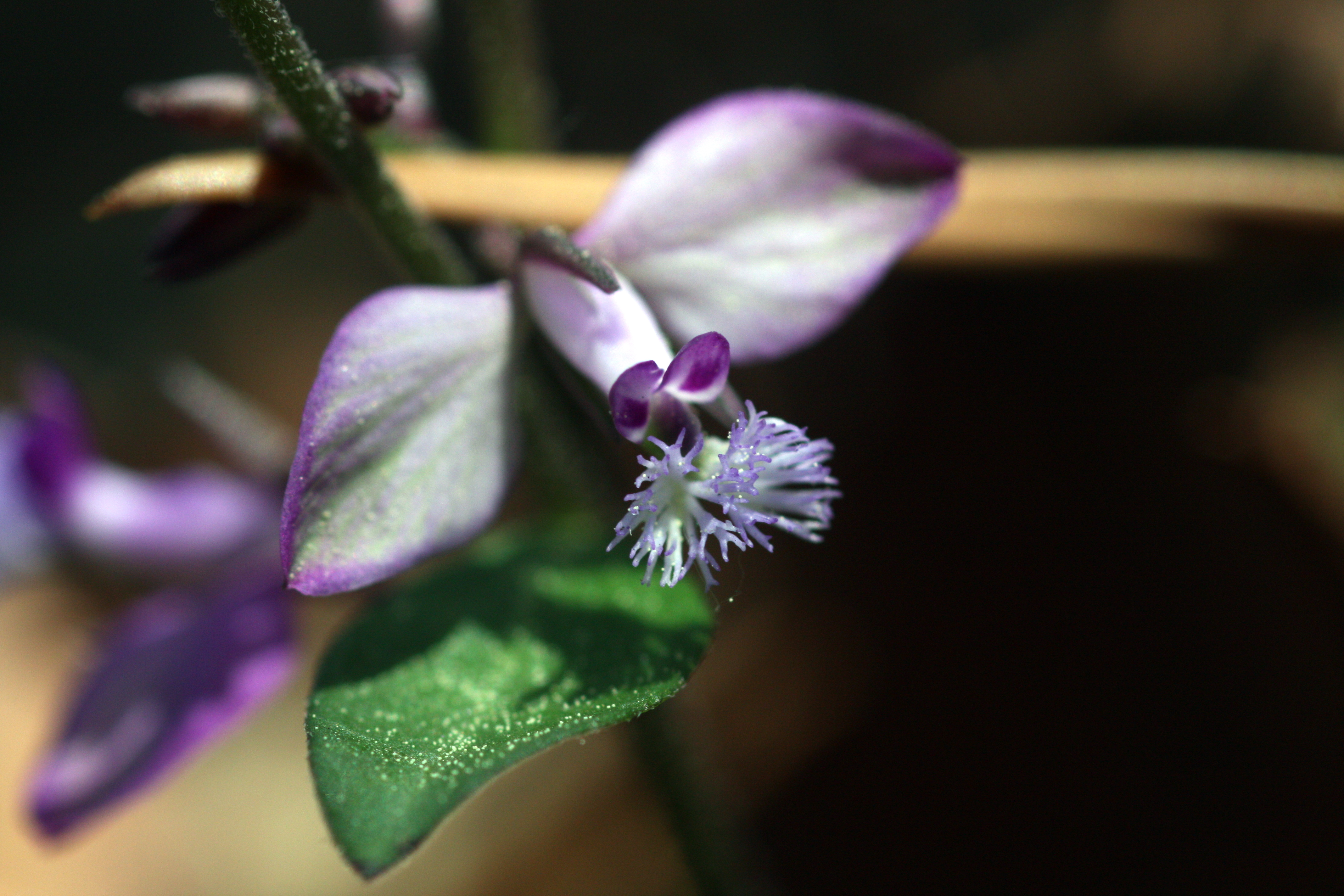
Polygala japonica

- Polygala jacobii Chandrab.
- Polygala jamaicensis Chodat
- Polygala japonica Houtt.
- Polygala javana DC.
- Polygala jefensis W.H. Lewis
- Polygala judithea J.F.B.Pastore
- Polygala jujuyensis Grondona
- Polygala juncea A.St.-Hil.

## K
- Polygala kajii Paiva
- Polygala kalaboensis Paiva
- Polygala kalaxariensis Schinz
- Polygala kalunga J.F.B.Pastore
- Polygala karensium Kurz
- Polygala karensium Kurz
- Polygala kasikensis Exell
- Polygala kilimandjarica Chodat
- Polygala kimberleyensis R.A.Kerrigan
- Polygala koi Merr.
- Polygala × kotovii Val.N.Tikhom.
- Polygala kradungensis H.Koyama
- Polygala krumanina Burch. ex Ficalho & Hiern
- Polygala kurdica C.C.Towns.
- Polygala kuriensis A.G.Mill.
- Polygala kurtzii A.W. Benn.
- Polygala kyoukmyoungensis Mukerjee

## L

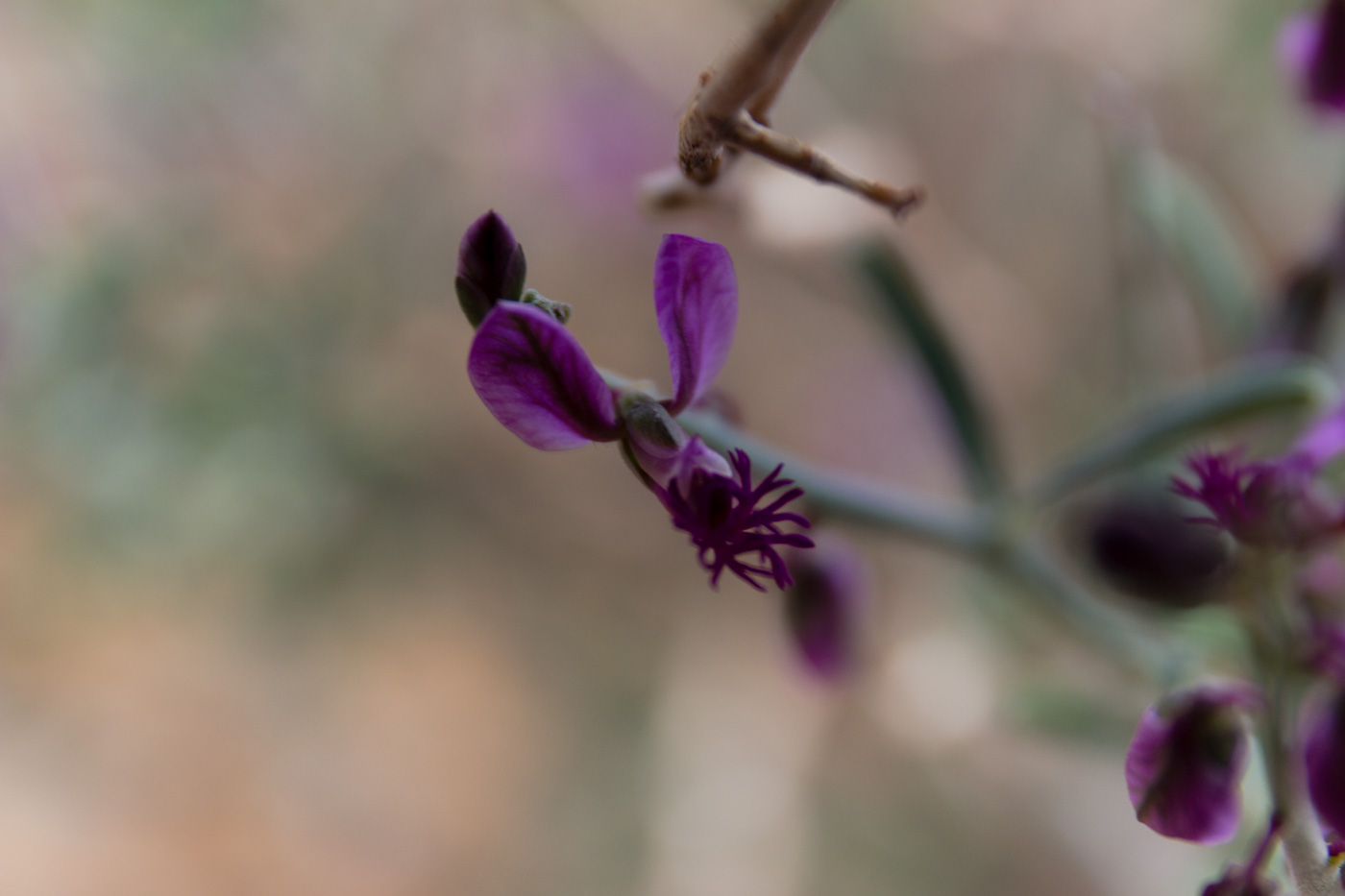
Polygala leptophylla

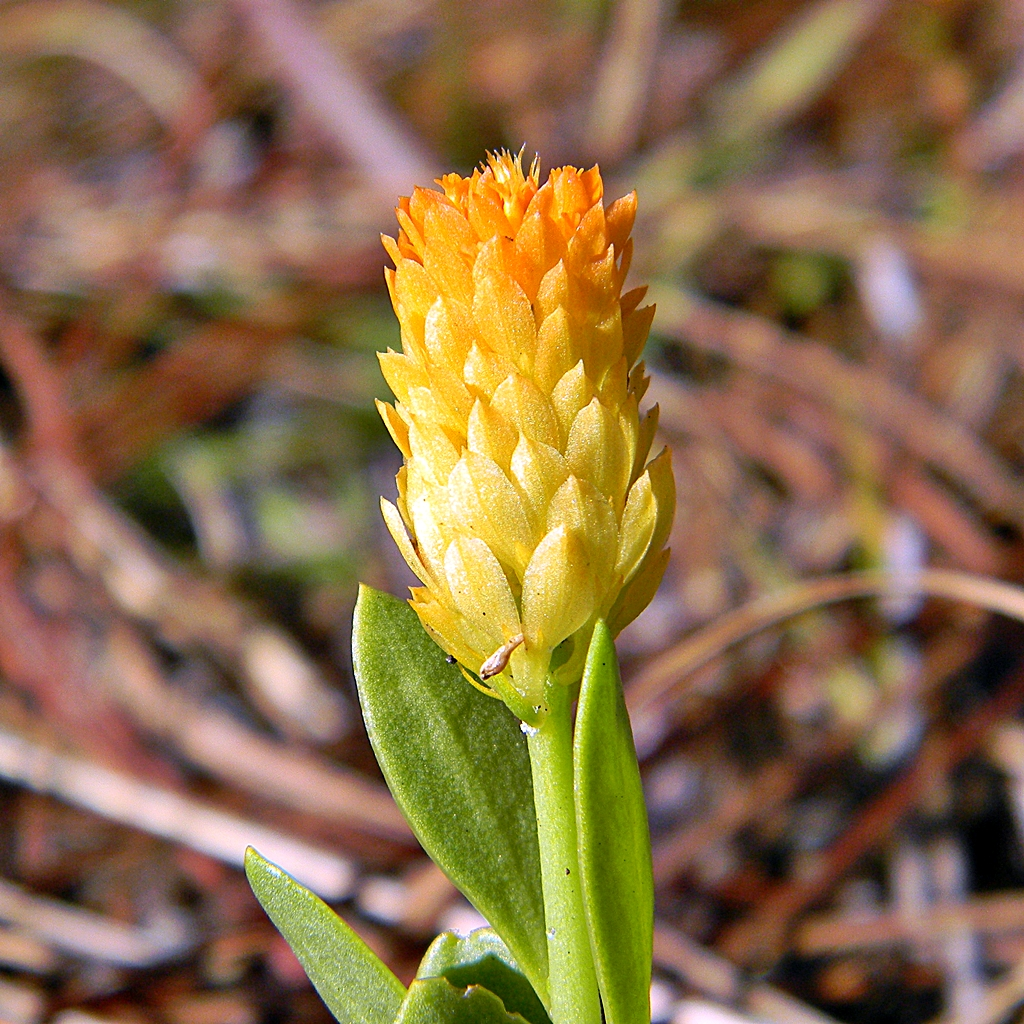
Polygala lutea

- Polygala lancifolia A.St.-Hil. & Moq.
- Polygala langebergensis Levyns
- Polygala lasiosepala Levyns
- Polygala latistyla Pendry
- Polygala latouchei Franch.
- Polygala laxifolia Exell
- Polygala lecardii Chodat
- Polygala leendertziae Burtt Davy
- Polygala lehmanniana Eckl. & Zeyh.
- Polygala leptophylla Burch.
- Polygala leptosperma Chodat
- Polygala leptostachys Shuttlew. ex A.Gray
- Polygala leucantha A.W.Benn.
- Polygala leucothyrs Woronow
- Polygala levynsiana Paiva
- Polygala lewtonii Small
- Polygala lhunzeensis C.Y.Wu & S.K.Chen
- Polygala lijiangensis C.Y.Wu & S.K.Chen
- Polygala limae Exell
- Polygala linoides Poir.
- Polygala loanzensis Exell
- Polygala longeracemosa H.Perrier
- Polygala longicaulis Kunth
- Polygala longifolia Poir.
- Polygala longiloba S.F.Blake
- Polygala longipes S.F.Blake
- Polygala lozanii Rose
- Polygala ludwigiana Eckl. & Zeyh.
- Polygala luenensis Paiva
- Polygala lusitanica Welw. ex Chodat
- Polygala lutea L.
- Polygala luteoviridis Chodat
- Polygala lycopodioides Chodat
- Polygala lysimachiifolia Chodat

## M
- Polygala macowaniana Paiva
- Polygala macrobotrya  Domin
- Polygala macrolophos Hassk.
- Polygala macroptera DC.
- Polygala macrostigma Chodat
- Polygala magdalenae Brandegee
- Polygala major Jacq.
- Polygala makaschwilii Kem.-Nath.
- Polygala malesiana Adema
- Polygala malmeana Chodat
- Polygala mandonii Chodat

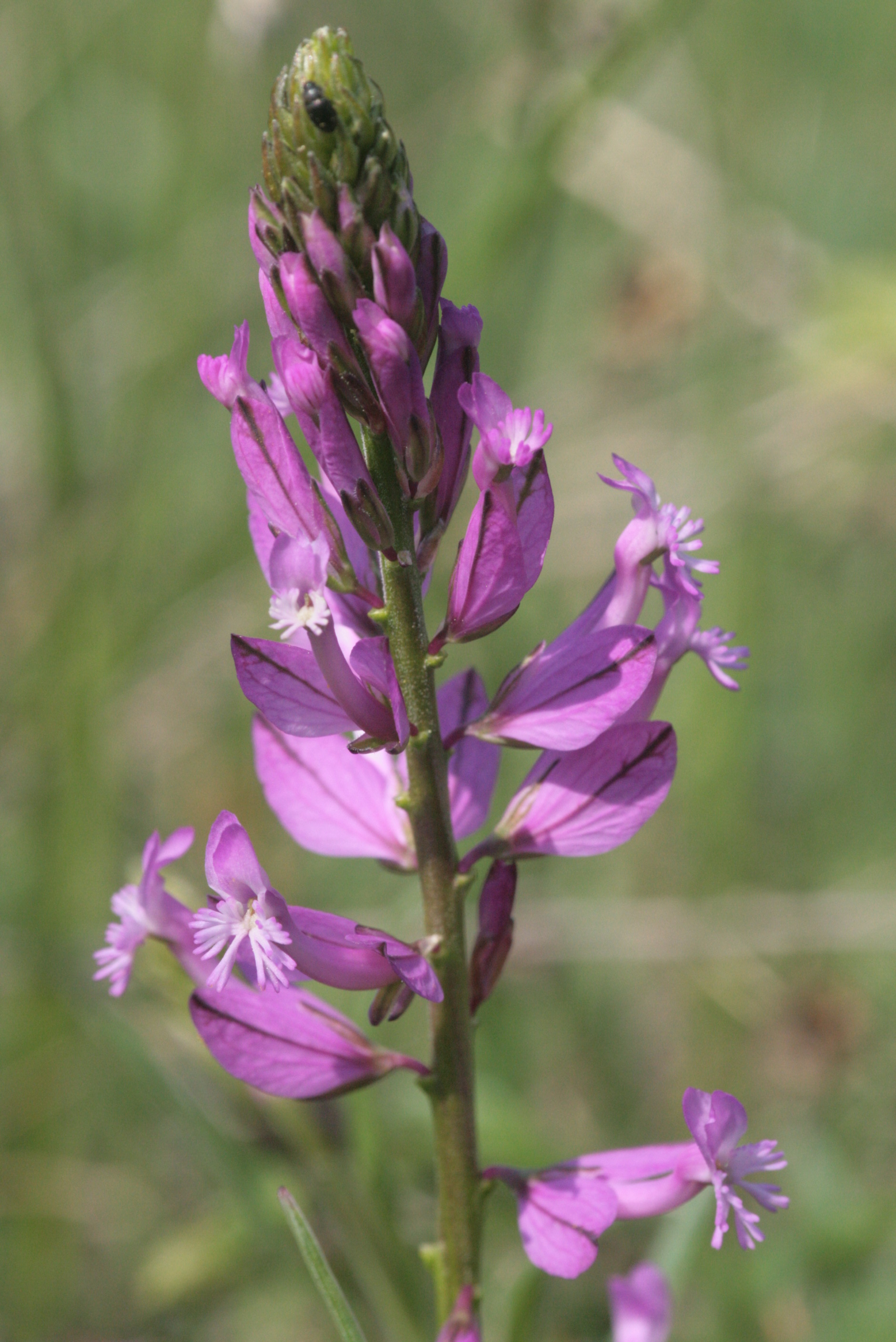
Polygala major

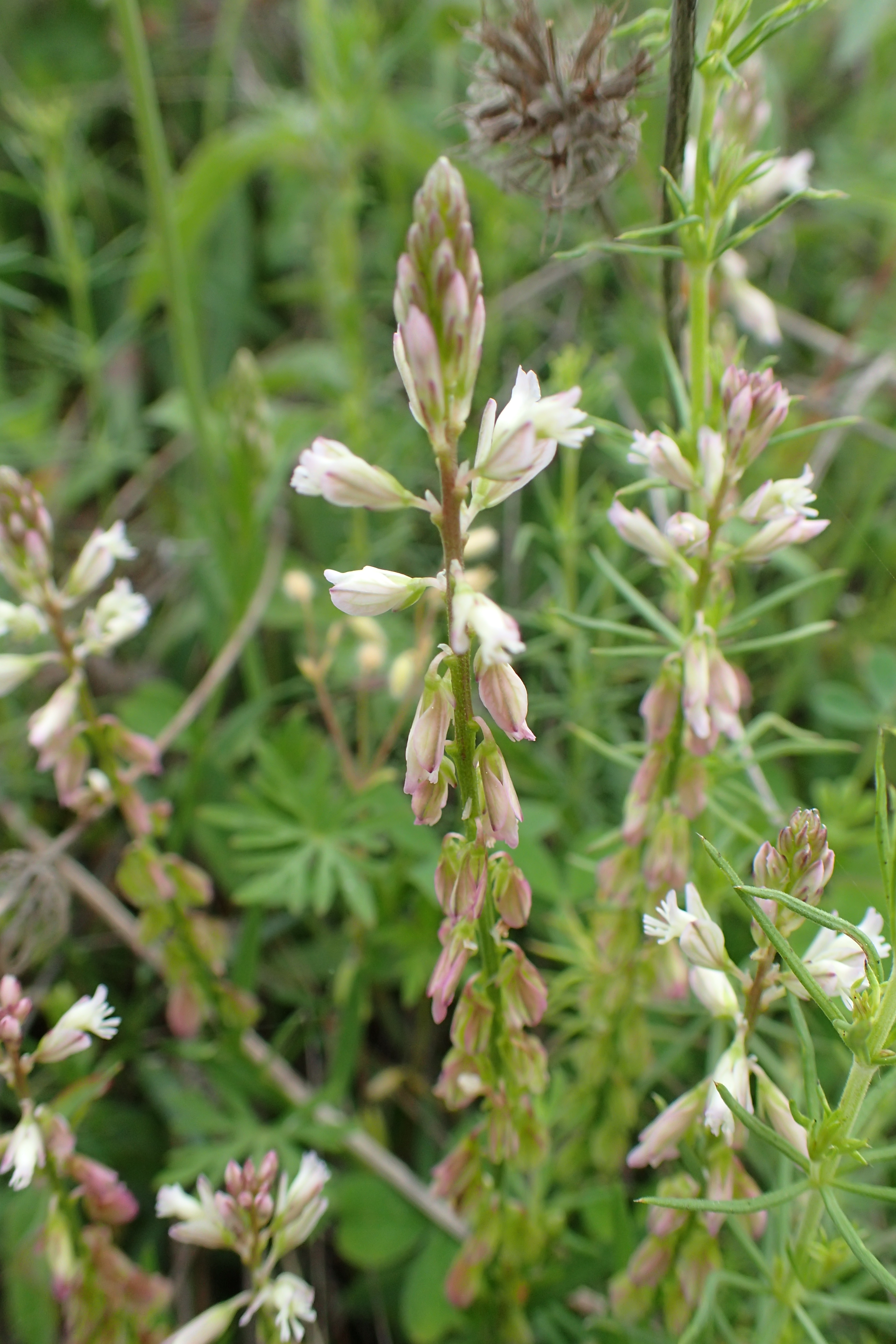
Polygala monspeliaca

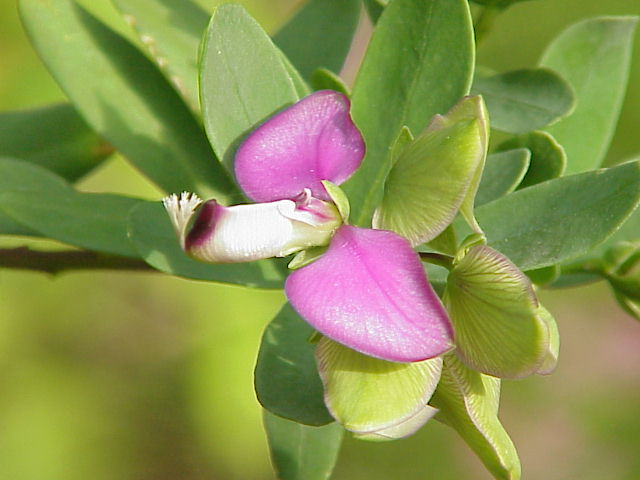
Polygala myrtifolia

- Polygala mandrarensis Phillipson & G.E.Schatz
- Polygala marensis Burtt Davy
- Polygala mariamae Tamamsch.
- Polygala mariana Mill.
- Polygala mascatensis Boiss.
- Polygala mathusiana Chodat
- Polygala matogrossensis J.F.B.Pastore
- Polygala mazandaranica Sarvi & Faghir
- Polygala mcvaughii T.Wendt
- Polygala melilotoides Chodat
- Polygala membranacea (Miq.) Görts
- Polygala mendoncae E.Petit
- Polygala meonantha Chodat
- Polygala meridionalis Levyns
- Polygala messambuziensis Paiva
- Polygala mexicana Moc. ex Cav.
- Polygala microlopha Burch. ex DC.
- Polygala microphylla L.
- Polygala microspora S.F.Blake
- Polygala microtricha S.F.Blake
- Polygala millspaughiana Paiva
- Polygala minarum J.F.B.Pastore
- Polygala minuta Paiva
- Polygala misella Bernardi
- Polygala moggii Raffaelli, Mosti & Tardelli
- Polygala molluginifolia A.St.-Hil. & Moq.
- Polygala monosperma A.W.Benn.
- Polygala monspeliaca L.
- Polygala mooneyi M.G.Gilbert
- Polygala moquiniana A.St.-Hil. & Moq.
- Polygala mossamedensis Paiva
- Polygala mossii Exell
- Polygala multicaulis Tausch
- Polygala multiceps Mart. ex A.W.Benn.
- Polygala multiflora Poir.
- Polygala multifurcata Mildbr.
- Polygala muratii Jacq.-Fél.
- Polygala myriantha Chodat
- Polygala myrtifolia L.
- Polygala myrtillopsis Welw. ex Oliv.

## N
- Polygala nambalensis Gürke
- Polygala nana (Michx.) DC.
- Polygala nathadzeae A.I.Kuth.
- Polygala nematocaulis Levyns
- Polygala nematophylla Exell
- Polygala nemoralis A.W.Benn.
- Polygala neurocarpa Brandegee

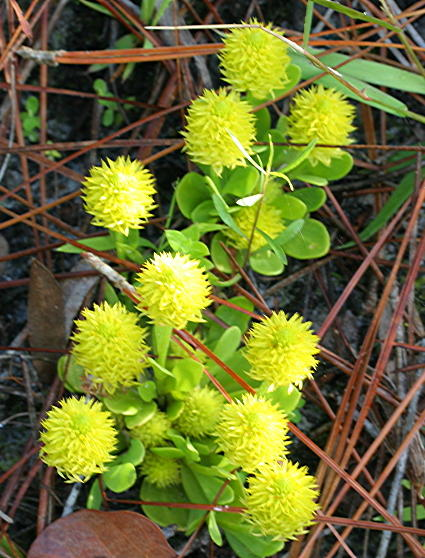
Polygala nana

- Polygala nicaeensis Risso ex W.D.J.Koch
- Polygala nikeliophila Marques & J.F.B.Pastore
- Polygala nodiflora Chodat
- Polygala northropiana R.N.Banerjee
- Polygala nudicaulis A.W.Benn.
- Polygala nuttallii Torr. & A.Gray
- Polygala nyikensis Exell

## O
- Polygala oaxacana Chodat
- Polygala obliqua Pendry
- Polygala obovata A. St.-Hil. & Moq.
- Polygala obtusissima Hochst. ex Chodat
- Polygala obversa R.A.Kerrigan
- Polygala oedipus Speg.
- Polygala oedophylla S.F.Blake
- Polygala ohlendorfiana Eckl. & Zeyh.
- Polygala oligosperma C.Y. Wu
- Polygala oliveriana Exell & Mendonça
- Polygala omissa Bal.-Tul. & P.Herrera
- Polygala oophylla Blake
- Polygala ophiura Chodat
- Polygala orbicularis Benth.
- Polygala oreophila Speg.
- Polygala oreotrephes B.L.Burtt

## P
- Polygala padulae Arrigoni
- Polygala pallida E.Mey. ex Harv.
- Polygala paludicola Gürke
- Polygala panamensis Chodat
- Polygala paniculata L.
- Polygala papilionacea Boiss.
- Polygala pappeana Eckl. & Zeyh.

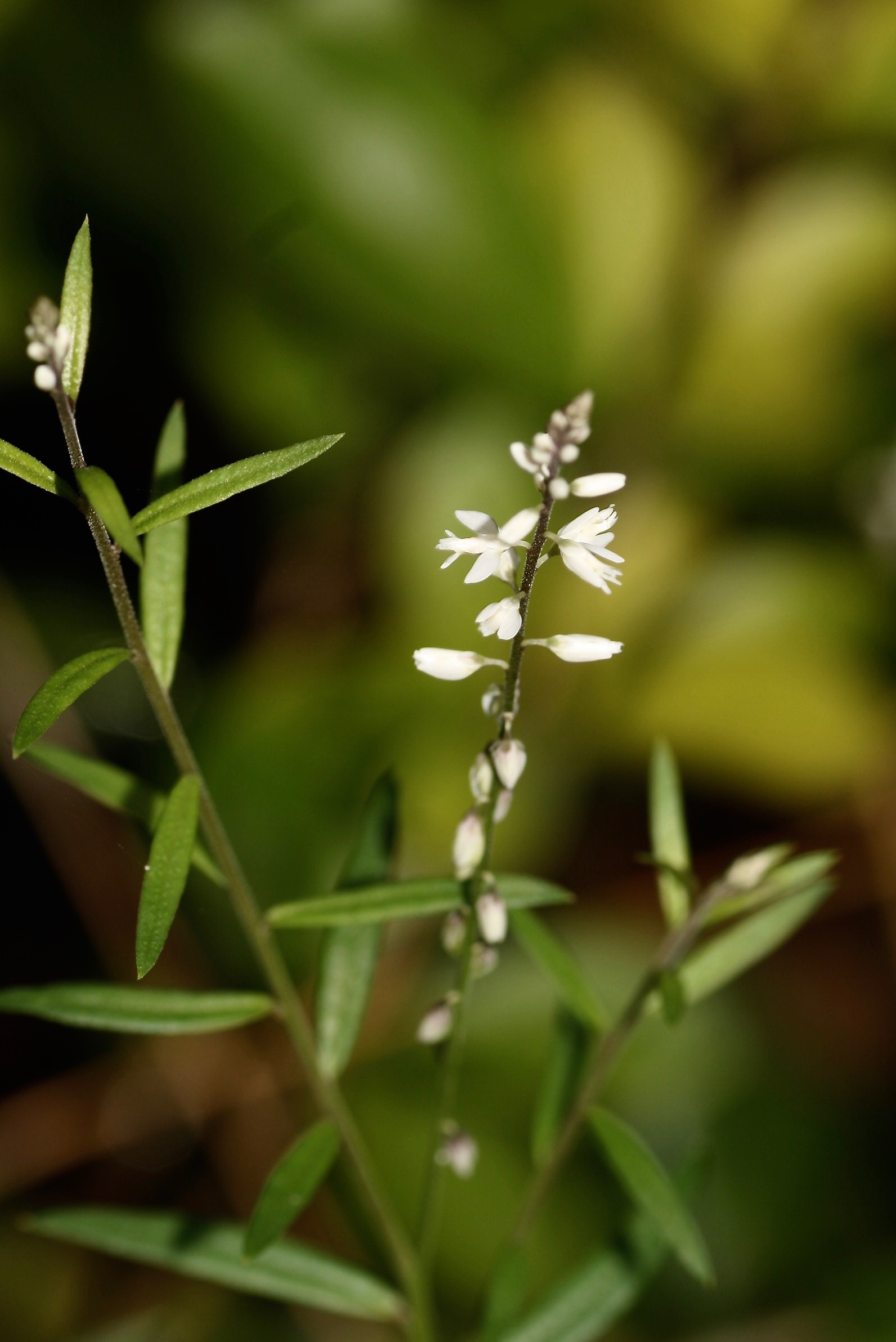
Polygala paniculata

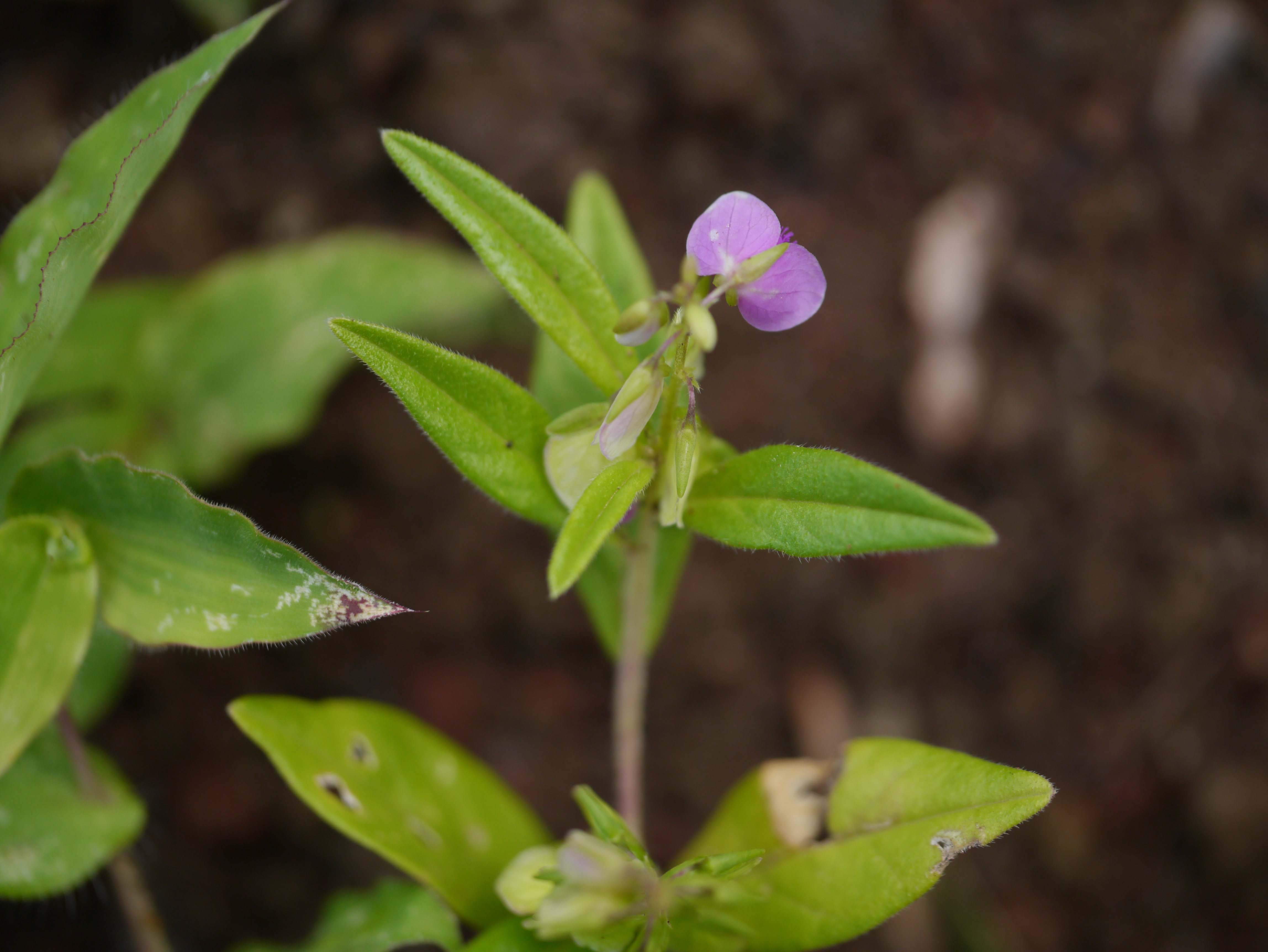
Polygala persicariifolia

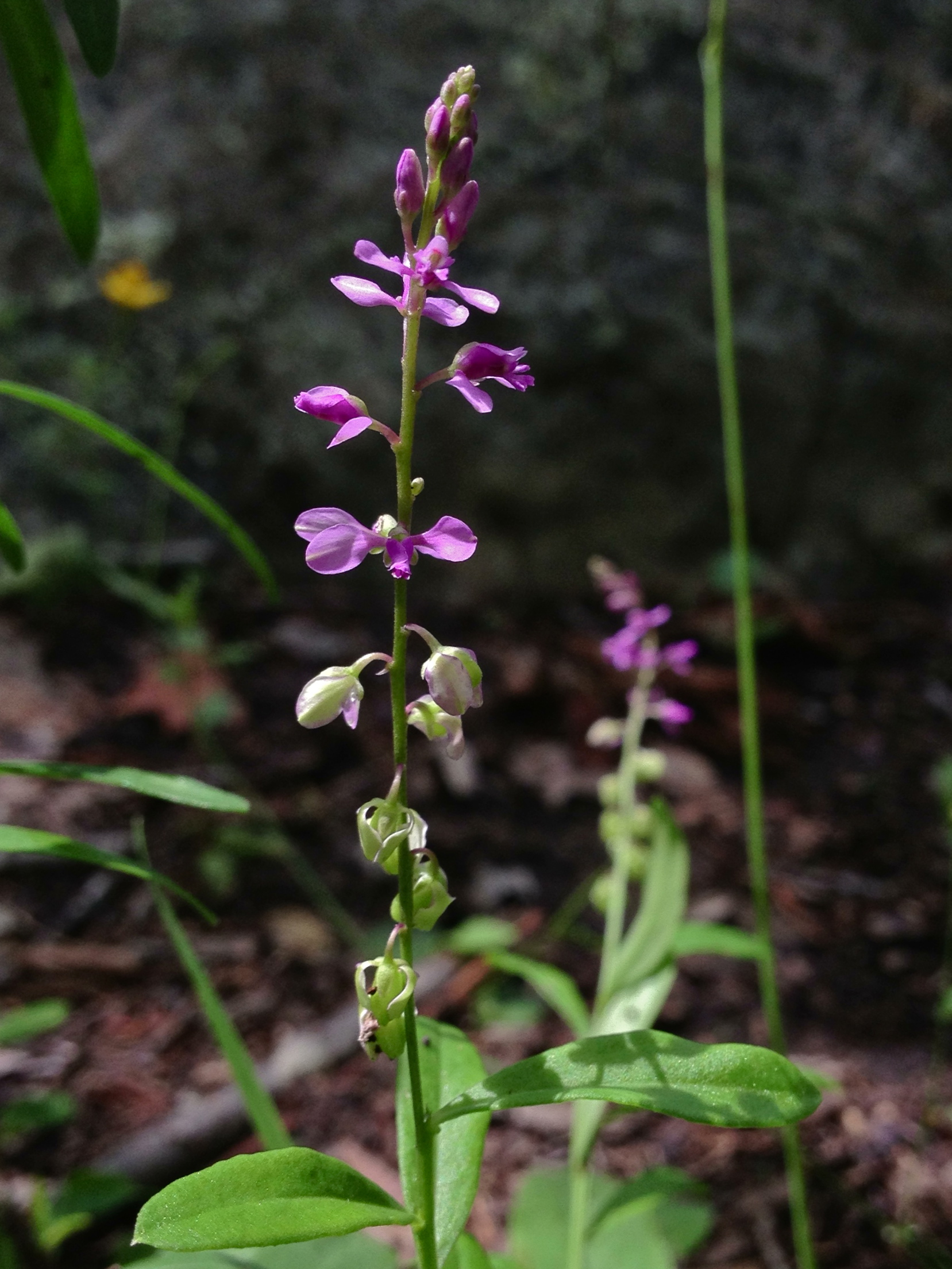
Polygala polygama

- Polygala papuana (Steenis) Meijden
- Polygala parkeri Levyns
- Polygala parrasana Brandegee
- Polygala parviloba R.A.Kerrigan
- Polygala patagonica Phil.
- Polygala patens J.F.B.Pastore & Marques
- Polygala × pawlowskii Rothm.
- Polygala pearcei A.W.Benn.
- Polygala pedemontana E.P.Perrier & B.Verl.
- Polygala pedicellata S.F.Blake
- Polygala peduncularis Burch. ex DC.
- Polygala pellucida Lace
- Polygala pendulina R.A.Kerrigan
- Polygala pennellii S.F.Blake
- Polygala peplis Baill.
- Polygala perdurans Pendry
- Polygala perennis S.F.Blake
- Polygala perrieri Paiva
- Polygala persicariifolia DC.
- Polygala persistens A.W.Benn.
- Polygala peruviana A.W.Benn.
- Polygala peshmenii Eren, Parolly, Raus & Kürschner
- Polygala petitiana A.Rich.
- Polygala petrophila R.A.Kerrigan
- Polygala phoenicistes S.F.Blake
- Polygala plagioptera Linden & Planch.
- Polygala platyptera Bornm. & Gauba
- Polygala poaya Mart.
- Polygala poggei Gürke
- Polygala polifolia C.Presl
- Polygala polyedra Brandegee
- Polygala polygama Walter
- Polygala pottebergensis Levyns
- Polygala praecox R.A.Kerrigan
- Polygala praetermissa Thulin
- Polygala praticola Chodat
- Polygala preslii Spreng.
- Polygala producta N.E.Br.
- Polygala pruinosa Boiss.
- Polygala pseudoalpestris (Gren.) Dalla Torre & Sarnth.
- Polygala pseudocoelosioides Chodat
- Polygala pseudocoriacea Chodat
- Polygala pseudoerica A.St.-Hil. & Moq.
- Polygala pseudogarcini Chodat
- Polygala pseudohospita (Tamamsch.) Tamamsch.
- Polygala pseudovariabilis Chodat
- Polygala pterocarpa R.A.Kerrigan
- Polygala pterocarya Chodat
- Polygala pteropoda H.Perrier
- Polygala pubiflora Burch. ex DC.
- Polygala pulchella A.St.-Hil. & Moq.
- Polygala pumila Norlind
- Polygala punctata A.W.Benn.
- Polygala pungens Burch.
- Polygala pycnantha R.A.Kerrigan
- Polygala pyroloides Gagnep.

## Q
- Polygala quitensis Turcz.

## R

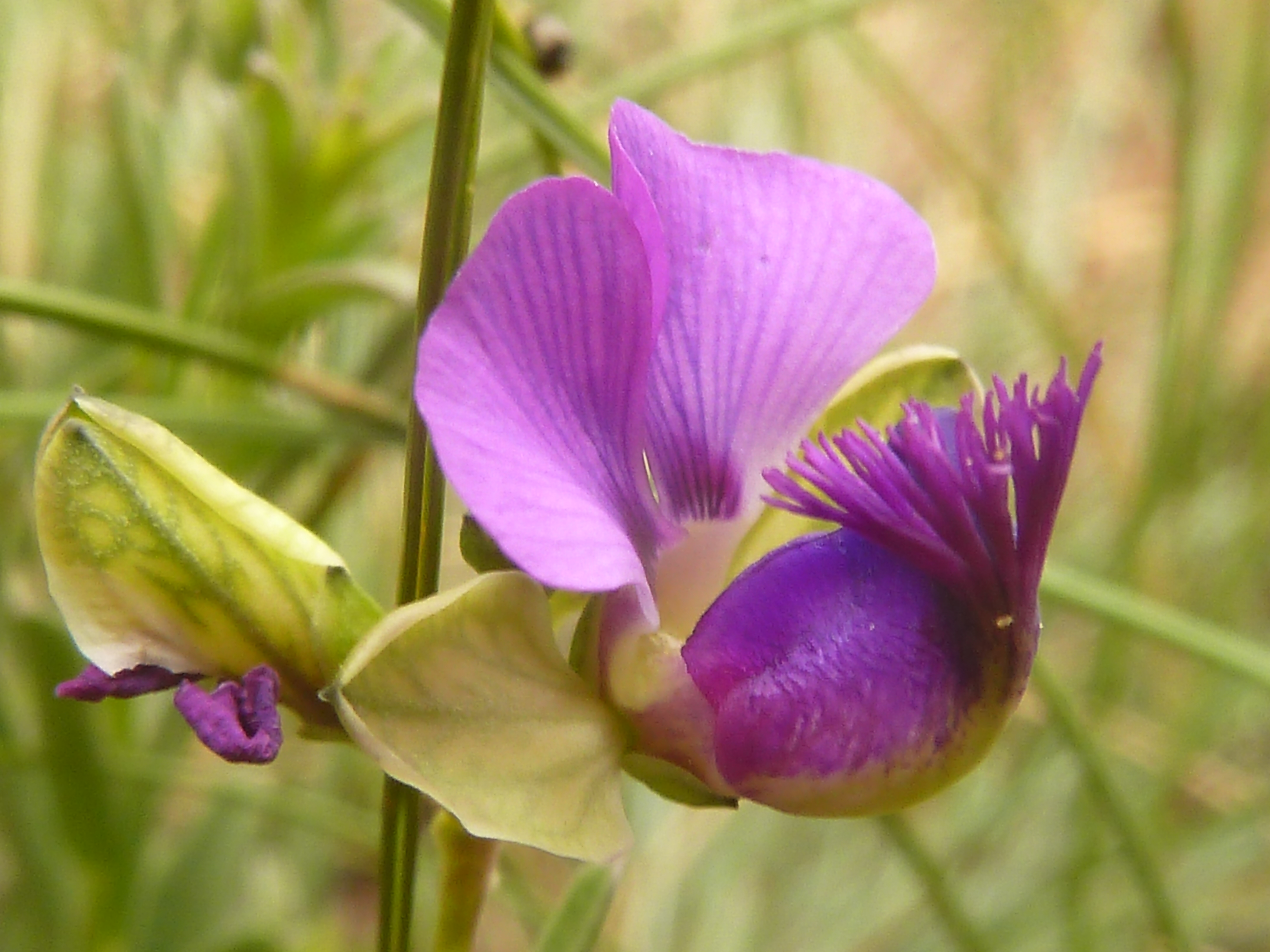
Polygala rehmannii

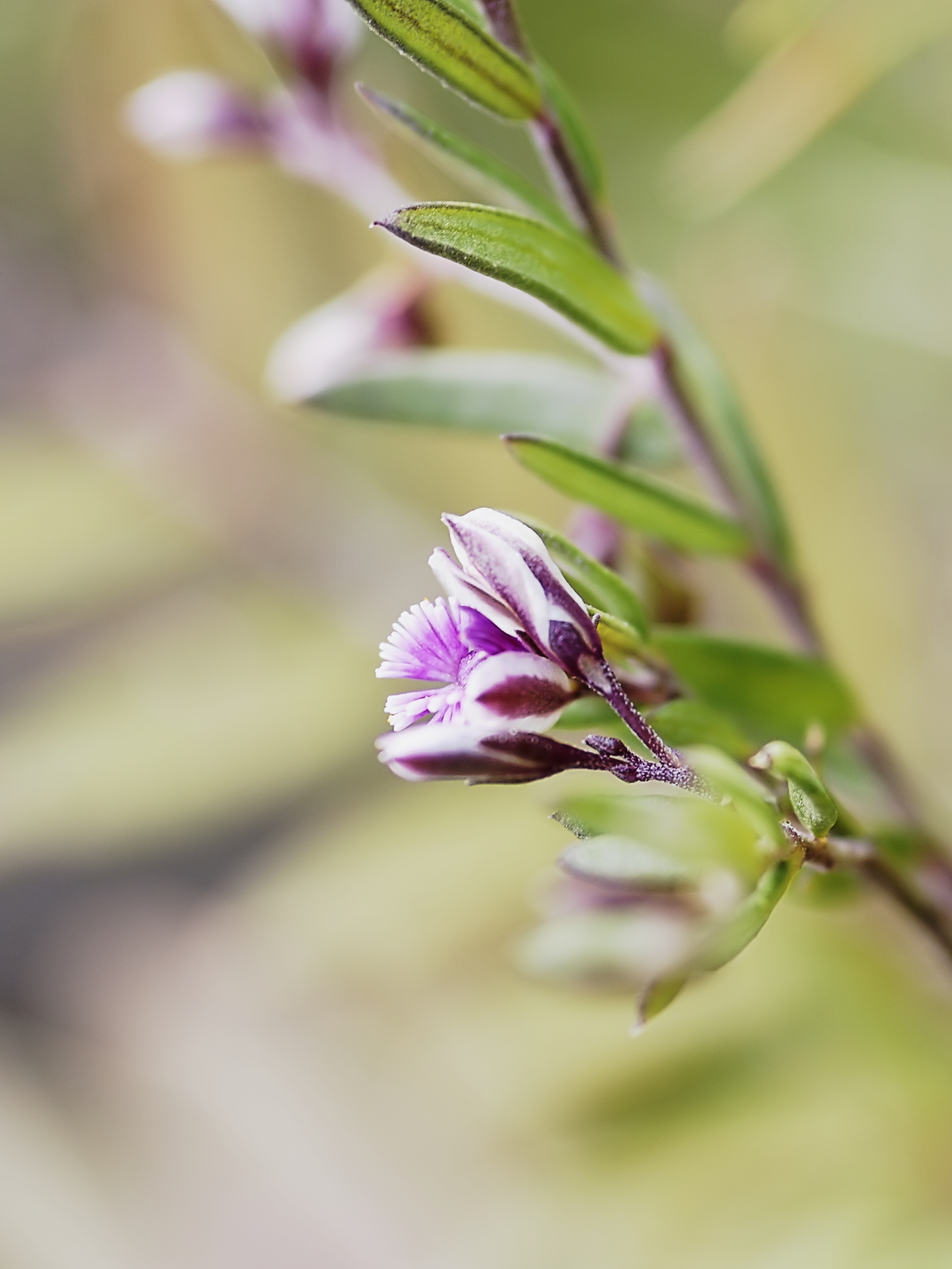
Polygala rupestris

- Polygala raddiana A.St.-Hil. & Moq.
- Polygala ramosa Elliott
- Polygala rarifolia DC.
- Polygala rausiana U.Raabe, Kit Tan, Iatroú, Vold & Parolly
- Polygala recognita Chodat
- Polygala refracta Burch. ex DC.
- Polygala regnellii Chodat
- Polygala rehmannii Chodat
- Polygala reinii Franch. & Sav.
- Polygala remota A.W.Benn.
- Polygala resedoides A.St.-Hil.
- Polygala resendeana Paiva
- Polygala resinosa S.K.Chen
- Polygala retamoides (H.Perrier) Wahlert, Phillipson & G.E.Schatz
- Polygala retiefiana Paiva & Figueiredo
- Polygala retifolia S.F.Blake
- Polygala revoluta Gardner
- Polygala rhinanthoides Sol. ex Benth.
- Polygala rhinostigma Chodat
- Polygala rhynchocarpa R.A.Kerrigan
- Polygala rhynchosperma S.F.Blake
- Polygala rhysocarpa S.F.Blake
- Polygala rigens Burch.
- Polygala rigida A.St.-Hil. & Moq.
- Polygala riograndensis Lüdtke & Miotto
- Polygala rivularis Gürke
- Polygala robsonii Exell
- Polygala robusta Gürke
- Polygala rodrigueana Paiva
- Polygala rojasii Chodat
- Polygala rosea Desf.
- Polygala rosei Hicken
- Polygala rosmarinifolia Wight & Arn.
- Polygala rossica Kem.-Nath.
- Polygala rostrata Chodat
- Polygala roubienna A.St.-Hil. & Moq.
- Polygala rugelii Shuttlew. ex A.Gray
- Polygala rupestris Pourr.
- Polygala rupicola Hochst. & Steud. ex A.Rich.
- Polygala russelliana S.F.Blake
- Polygala ruwenzoriensis Chodat

## S
- Polygala sabuletorum Skottsb.
- Polygala saccopetala R.A.Kerrigan
- Polygala sadebeckiana Gürke
- Polygala saginoides Griseb.
- Polygala salasiana Gay
- Polygala salviniana A.W.Benn.
- Polygala sanariapoana Steyerm.
- Polygala sancti-georgii L.Riley

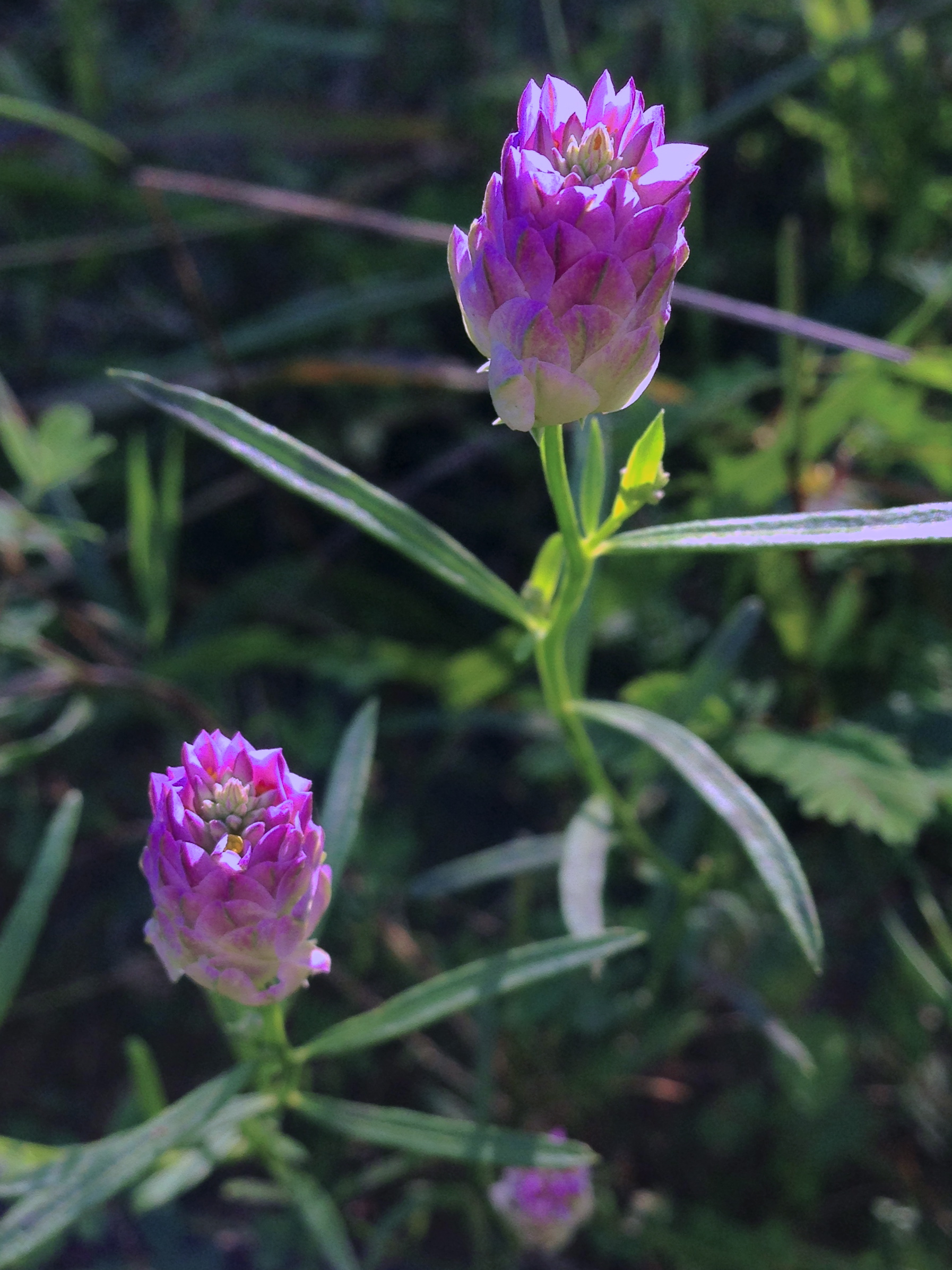
Polygala sanguinea

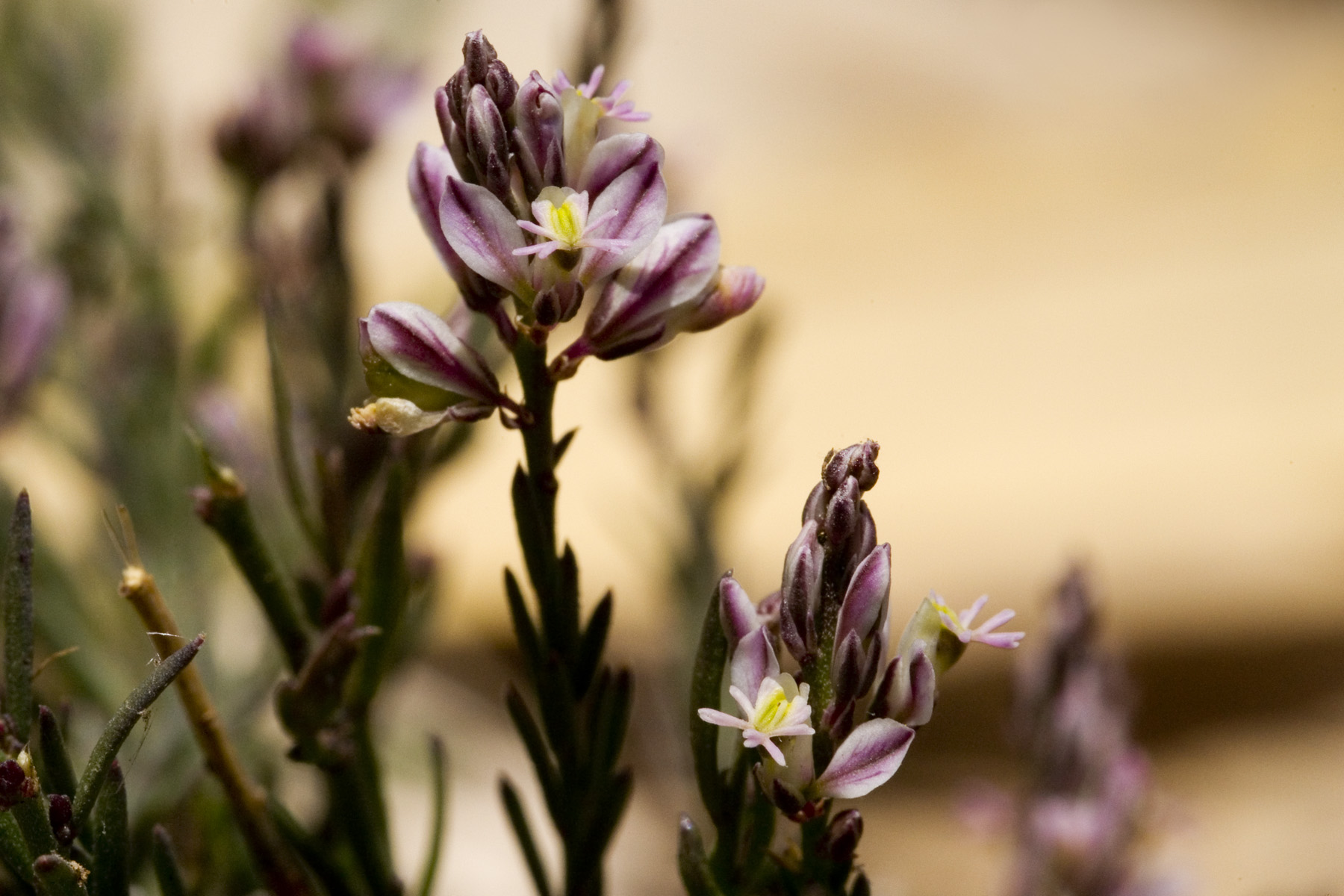
Polygala scoparioides

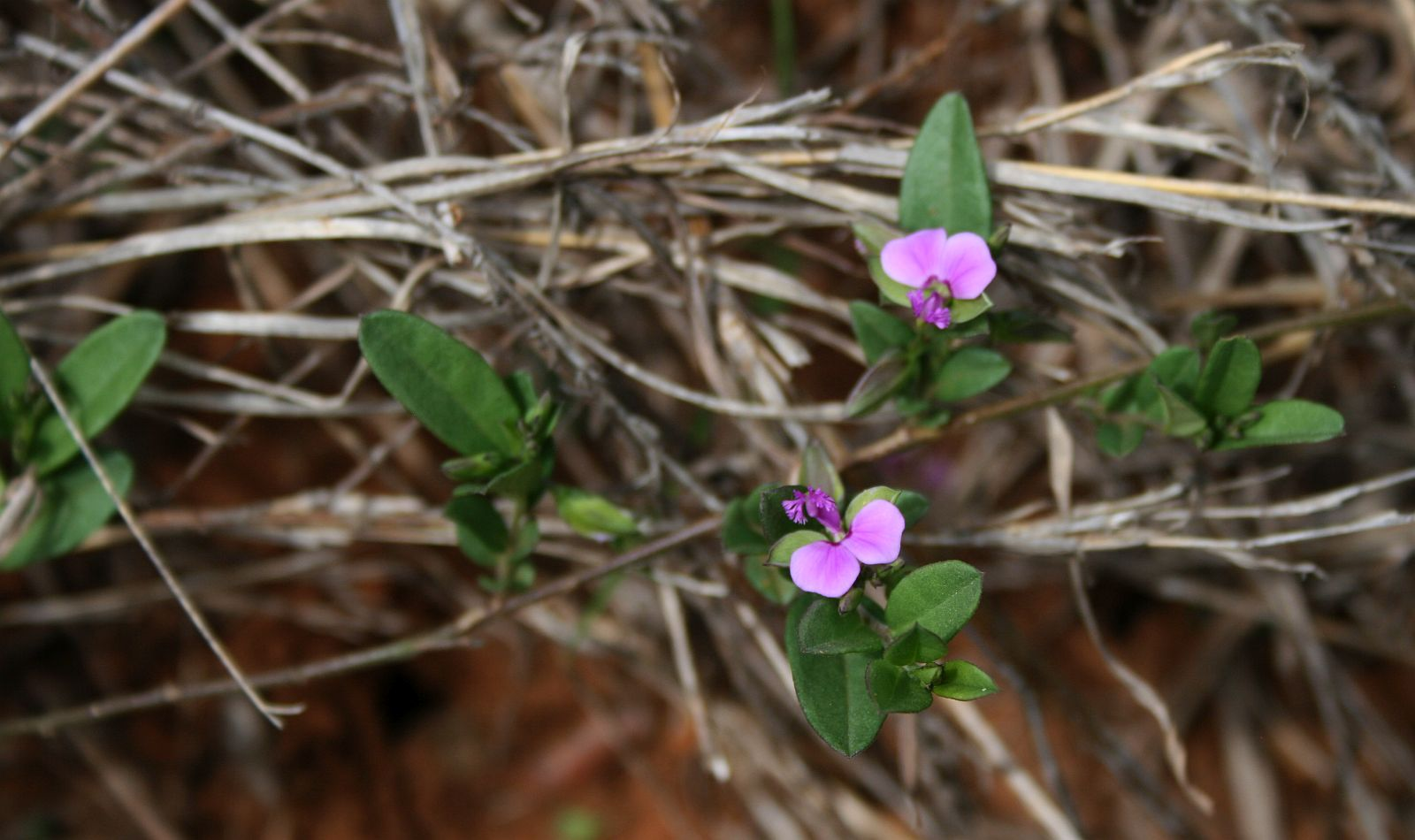
Polygala serpentaria

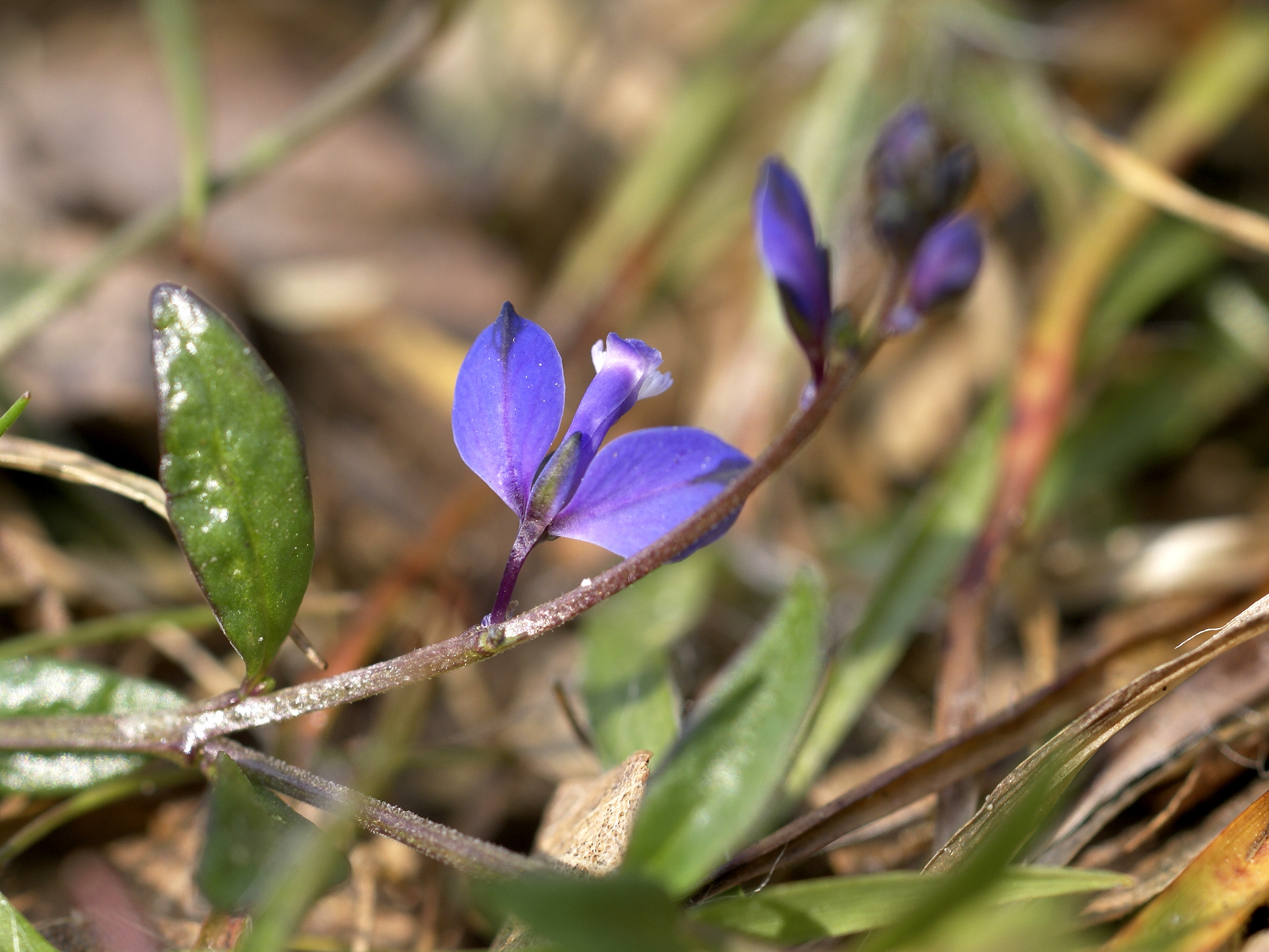
Polygala serpyllifolia

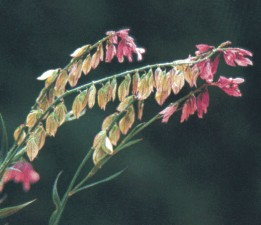
Polygala sinisica

- Polygala sandiaochiaoensis S.S.Ying
- Polygala sanguinea L.
- Polygala sansibarensis Gürke
- Polygala santacruzensis Grondona
- Polygala santanderensis Killip & Steyerm.
- Polygala saprophytica Chodat ex Grondona
- Polygala sardoa Chodat
- Polygala savannarum Chodat
- Polygala saxicola Dunn
- Polygala schinziana Chodat
- Polygala schirvanica Grossh.
- Polygala schoenlankii O.Hoffm. & Hildebr.
- Polygala schweinfurthii Chodat
- Polygala scoparia Kunth
- Polygala scoparioides Chodat
- Polygala scorpioides R.A.Kerrigan
- Polygala sedoides A.W.Benn.
- Polygala sekhukhuniensis Retief, S.J.Siebert & A.E.van Wyk
- Polygala selaginoides A.W.Benn.
- Polygala seleri Chodat
- Polygala sellowiana A.St.-Hil. & Moq.
- Polygala semialata S.Watson
- Polygala seminuda Harv.
- Polygala senega L.
- Polygala senensis Klotzsch
- Polygala septentrionalis Troupin
- Polygala sericea A.W.Benn.
- Polygala serpentaria Eckl. & Zeyh.
- Polygala serpyllifolia Hosé
- Polygala setacea Michx.
- Polygala sfikasiana Kit Tan
- Polygala shinnersii W.H.Lewis
- Polygala sibirica L.
- Polygala sinaica Botsch.
- Polygala sinaloae S.F.Blake
- Polygala sincorensis Chodat
- Polygala sinisica Arrigoni
- Polygala sipapoana Wurdack
- Polygala × skrivanekii Podp.
- Polygala smallii R.R.Sm. & D.B.Ward
- Polygala solieri Gay
- Polygala somaliensis Baker
- Polygala sophiae Kem.-Nath.
- Polygala sosnowskyi Kem.-Nath.
- Polygala sparsiflora Oliv.
- Polygala spathulata Griseb.
- Polygala sphaerocephala Chodat
- Polygala sphenoptera Fresen.
- Polygala spicata Chodat
- Polygala spinescens Gillies ex Hook. & Arn.
- Polygala spruceana A.W.Benn.
- Polygala squamifolia C.Wright ex Griseb.
- Polygala stenocarpa S.F.Blake
- Polygala stenoclada Benth.
- Polygala stenopetala Klotzsch
- Polygala stenophylla A.Gray
- Polygala stenosepala (Benth.) R.A.Kerrigan
- Polygala stephaniana Marques
- Polygala steudneri Chodat
- Polygala stocksiana Boiss.
- Polygala stricta A.St.-Hil. & Moq.
- Polygala suanica Tamamsch.
- Polygala subalata S.Watson
- Polygala subandina Phil.
- Polygala subdioica H.Perrier
- Polygala subopposita S.K.Chen
- Polygala subtilis Kunth
- Polygala subuniflora Boiss. & Heldr.
- Polygala subverticillata Chodat
- Polygala succulenta R.A.Kerrigan
- Polygala suganumae J.F.B.Pastore & Marques
- Polygala sumatrana Miq.
- Polygala supina Schreb.

## T

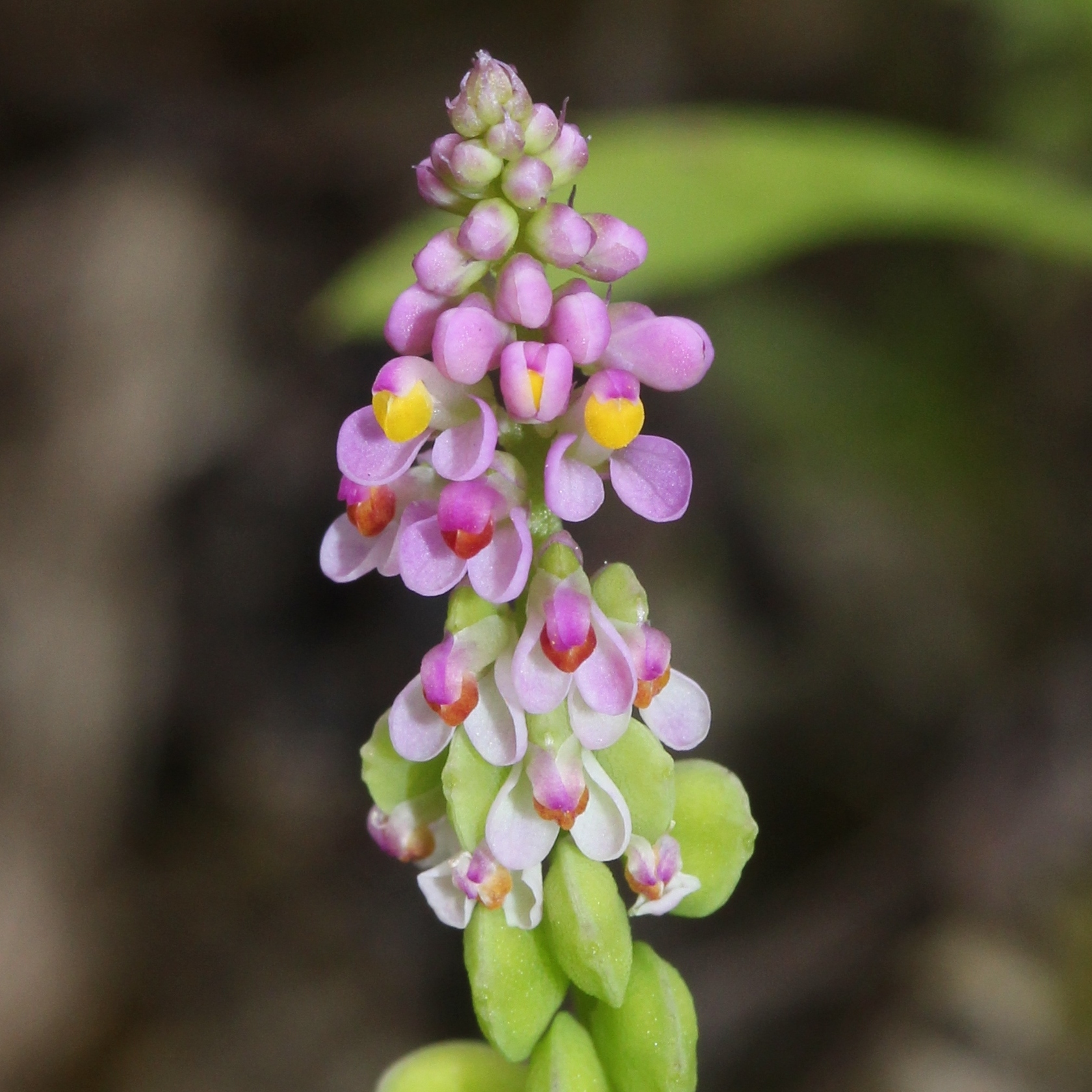
Polygala tatarinowii

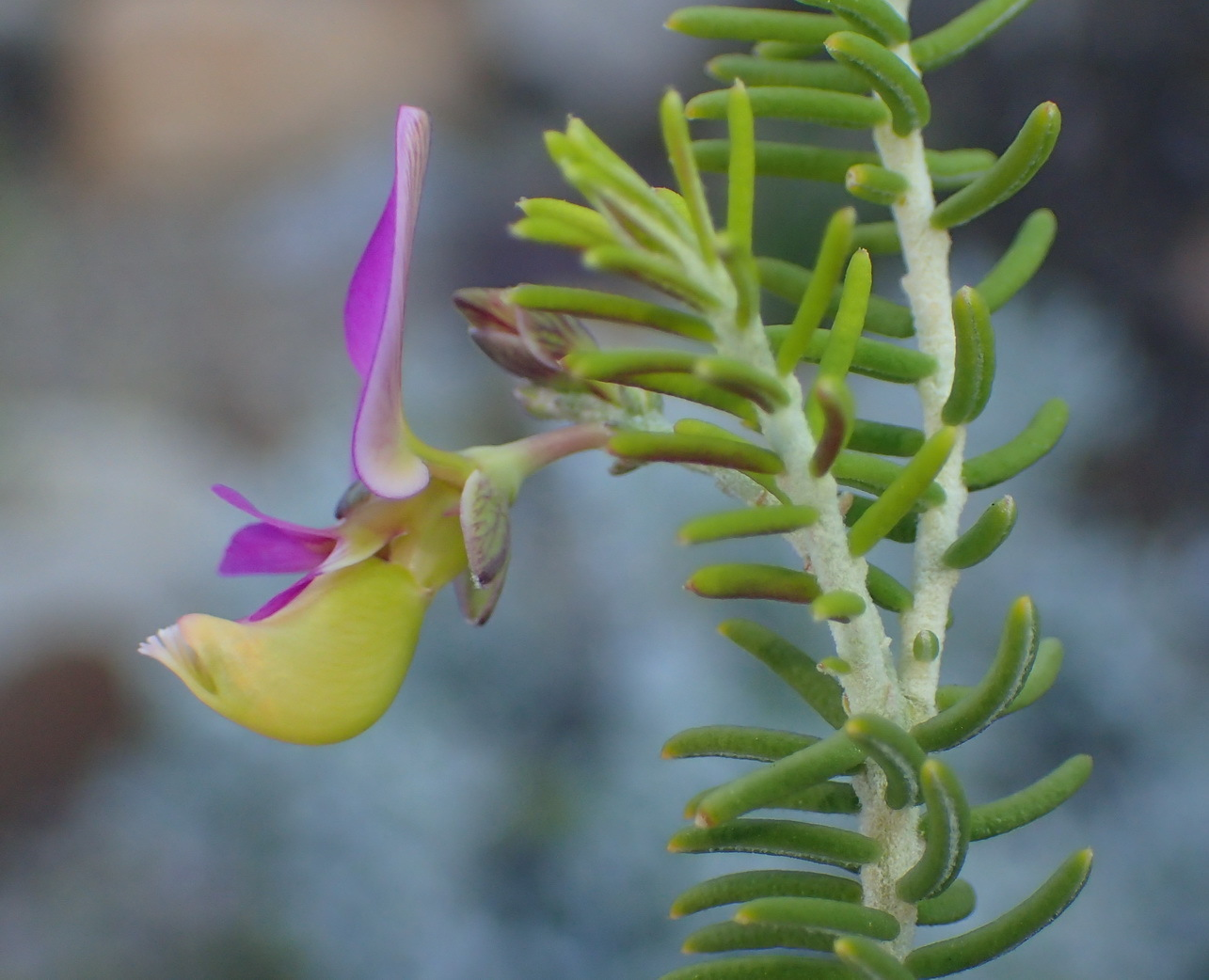
Polygala teretifolia

- Polygala tacianae J.F.B.Pastore & Harley
- Polygala taiwanensis S.S.Ying
- Polygala tamamschaniae V.I.Dorof.
- Polygala tamariscea Mart. ex A.W.Benn.
- Polygala tatarinowii Regel
- Polygala telephium Chodat
- Polygala tellezii T.Wendt
- Polygala tenuicaulis Hook.f.
- Polygala tenuifolia Willd.
- Polygala tenuis DC.
- Polygala tenuissima Chodat
- Polygala tepperi F.Muell.
- Polygala teretifolia L.f.
- Polygala thunbergii DC.
- Polygala timoutoides Chodat
- Polygala timoutou Aubl.
- Polygala tinctoria Vahl
- Polygala tisserantii Jacq.-Fél.
- Polygala tocantinensis J.F.B.Pastore & Antar
- Polygala tonkinensis Chodat
- Polygala torrei Exell
- Polygala transcaucasica Tamamsch.
- Polygala transvaalensis Chodat
- Polygala tricholopha Chodat
- Polygala trichoptera Chodat
- Polygala trichosperma Jacq.
- Polygala triflora L.
- Polygala trifurcata Chodat
- Polygala triquetra C.Presl
- Polygala tuberculata Chodat
- Polygala turcica Dönmez & Uğurlu
- Polygala turgida Rose

## U
- Polygala umbellata L.
- Polygala umbonata Craib
- Polygala uncinata E. Mey. ex Meissn.
- Polygala urartu Tamamsch.
- Polygala usafuensis Gürke

## V
- Polygala validiflora R.A.Kerrigan

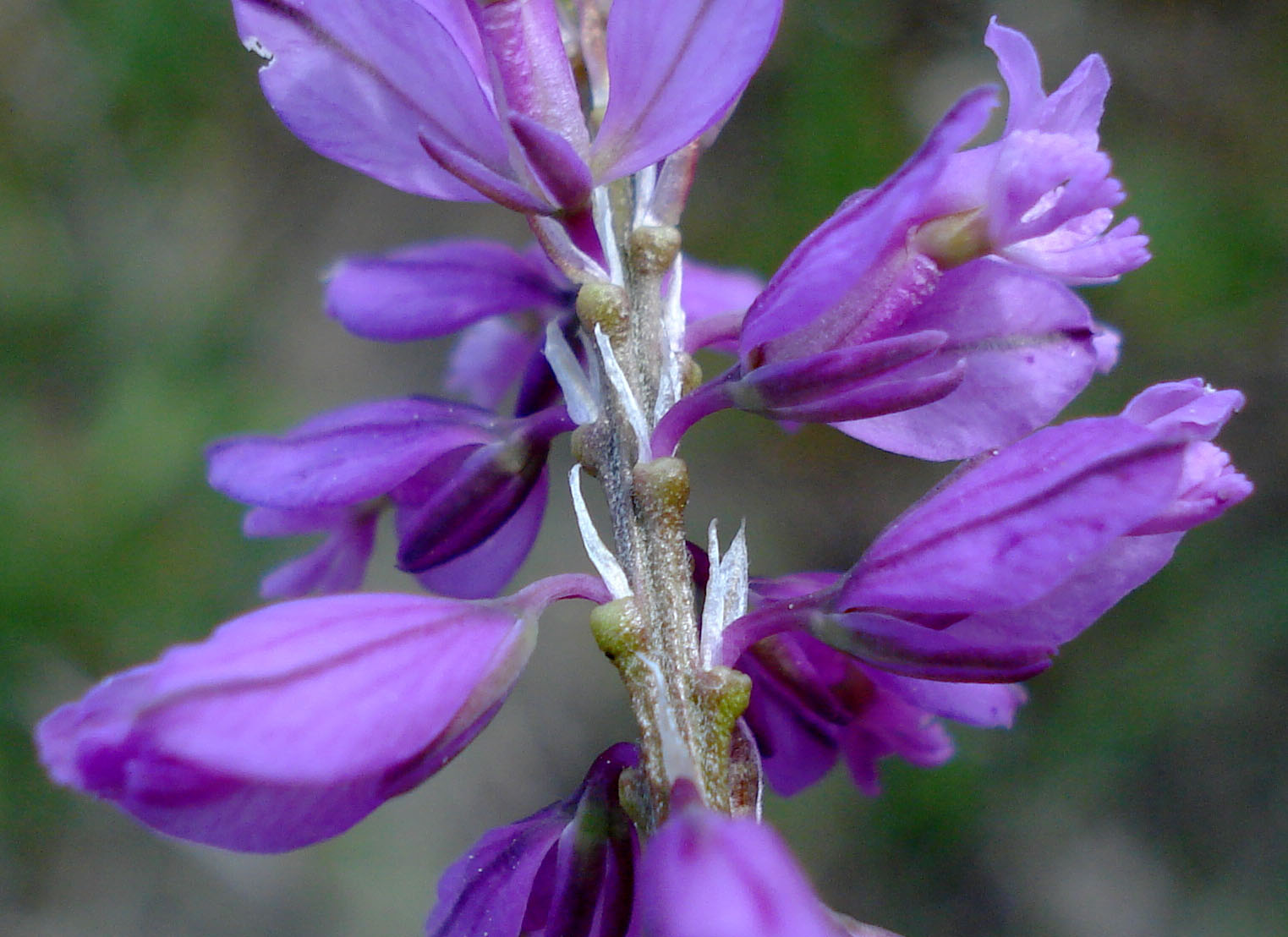
Polygala vulgaris

- Polygala veadeiroensis J.F.B.Pastore
- Polygala velata S.F.Blake
- Polygala venenosa Juss. ex Poir.
- Polygala ventanensis Grondona
- Polygala venulosa Sm.
- Polygala vergrandis W. Lewis
- Polygala verticillata L.
- Polygala vilcabambae B.Eriksen & B.Ståhl
- Polygala virgata Thunb.
- Polygala viridis S. Watson
- Polygala vittata Paiva
- Polygala vollii Brade
- Polygala vulgaris L.

## W
- Polygala watsonii Chodat
- Polygala wattersii Hance
- Polygala weberbaueri Chodat
- Polygala welwitschii Chodat
- Polygala wenxianensis Y.S.Zhou & Z.X.Peng
- Polygala westii Exell
- Polygala wettsteinii Chodat
- Polygala wightiana Wall. ex Wight & Arn.
- Polygala williamsii Böcher, Hjert. & Rahn
- Polygala wilmsii Chodat
- Polygala wilsonii Small
- Polygala wittebergensis Compton
- Polygala wittei Exell
- Polygala woodii Chodat
- Polygala wurdackiana W.H.Lewis
- Polygala wuzhishanensis S.K.Chen & J.Parn.

## X
- Polygala xanthina Chodat
- Polygala xanti A.Gray

## Y
- Polygala yemenica Chodat
- Polygala youngii Exell

## Z
- Polygala zambesiaca Paiva